# Odilon Redon
Pour les articles homonymes, voir Redon (homonymie).
Ne doit pas être confondu avec Odile Redon.
Odilon Redon, pseudonyme de Bertrand Redon, né le 20 avril 1840 à Bordeaux et mort le 6 juillet 1916 à Paris, est un peintre et graveur symboliste et onirique français.
Son art explore les aspects de la pensée, la part sombre et ésotérique de l'âme humaine, empreinte des mécanismes du rêve.

## Biographie

### Jeunesse et formation
Odilon Redon naît le 20 avril 1840 à Bordeaux sous le nom de Bertrand Redon,,. Il est le fils de Bertrand Redon et d'Odile, une jeune créole d’origine française née à La Nouvelle-Orléans, qui a été mariée à Bertrand Redon aux États-Unis alors qu'elle n'était âgée que de 14 ans,. Le couple vient en France cinq ou six ans après le mariage et après la naissance d'Ernest Redon, frère aîné musicien d'Odilon Redon,. Lors de ce voyage en bateau, Odile est enceinte d'Odilon.
Odilon Redon est le deuxième dans une fratrie de cinq enfants : il a son grand frère Ernest, plus âgé de quatre ans, une petite sœur, Marie, et deux petits frères, Léo et Gaston qui sont plus jeunes de respectivement quatre, dix et douze ans.
De nature fragile, il est confié à une nourrice puis à son oncle, à la campagne. Il passe son enfance entre Bordeaux et le domaine de Peyrelebade, près de Listrac-Médoc, une propriété viticole achetée par son père quand il était encore en Louisiane. C’est là, vers six ans, « en plein isolement de la campagne », que les fusains voient le jour, dans cette nature pleine de clair-obscur et de nuances propres à éveiller chez le jeune garçon ce monde étrange et fantasmagorique, ce sentiment subjectif qui est l'essence même de son œuvre, et qui est encore aujourd'hui une énigme. Il mène une vie sereine et religieuse.
Cependant Odilon souffre d'épilepsie depuis ses 4 ans. Ses parents l’emmènent en pèlerinage à la basilique Notre-Dame de Verdelais dans l'espoir de le guérir. Ils s'en remettent à la "vierge noire” connue alors pour guérir les maux. Plusieurs “miracles” y ont été recensés. On trouve d’ailleurs dans les archives de la basilique de Verdelais un écrit :

« En 1846, au mois de mai, Monsieur Odilon Redon âgé de 6 ans après 18 mois d’une maladie très grave qui provoquait dans le cerveau de l’Enfant des crises quotidiennes et nombreuses, lesquelles crises tendaient à l'épilepsie, d’après plusieurs médecins habiles, qui occasionnaient à l’enfant des moments d’absence morale très inquiétants et qui détérioraient de jour en jour son jeune cerveau, M. Odilon Redon dis-je a été guéri comme miraculeusement lors d’un pèlerinage à Verdelais où il fut voué à la Ste Vierge avec Mme sa mère. L’Enfant fut atteint d’un saignement de nez désiré par les médecins comme devant concourir à sa guérison et qu’ils n’avaient pu provoquer jusque là, malgré tous leurs efforts. À un mois de là le pauvre Enfant a été radicalement guéri et aujourd’hui le 28 mai 1850 l’Enfant est venu pour la troisième fois avec son père et sa mère remercier la Ste Vierge et attester la persévérance de la guérison, en foi de quoi le père et l’Enfant ont signé B. Redon, Odile Redon »

À sept ans, une vieille bonne le mène à Paris pour quelques mois, il découvre les musées. Il reste devant les toiles, silencieux et sous le charme. Les tableaux figurant des drames frappent l’esprit de l'enfant. Il guérit en 1850. Un an plus tard il revient vivre à Bordeaux avec ses parents. Il est scolarisé à Bordeaux à l'âge de 10 ans, il suit des cours de violon et de piano et obtient un prix de dessin l'année suivante. Il fait sa Première Communion en 1852.
Il décide d'être artiste, sa famille y consent, il continue ses études et prend des leçons de dessin et d’aquarelle à partir de 1855 avec son premier maître, Stanislas Gorin, élève d’Eugène Isabey. Il découvre Millet, Corot, Gustave Moreau.
Sous l'influence de son père, qui l’envoie à Paris en 1857, il tente des études d'architecture à contre-cœur. Il partage dès lors sa vie entre Bordeaux et Paris. À Bordeaux, il se lie d’amitié avec le botaniste Armand Clavaud, de douze ans son ainé, qui l'initie aux sciences et à la littérature. Grâce à lui, il se passionne pour Darwin et Lamarck, pour les recherches de Pasteur, lit Les Fleurs du mal de Baudelaire, dont il illustrera certains poèmes, Gustave Flaubert, Edgar Allan Poe et la poésie hindoue.
À l'âge de 18 ans, arrivé au terme de ses études, son père l'invite à préparer le concours des Beaux-Arts pour devenir architecte.
Redon pressent son échec à ce concours dont il n'a pas voulu et ne dissimule pas son envie de devenir peintre ; il échoue donc au concours en 1862,.
À Paris, il entre dans l’atelier de Jean-Léon Gérôme, mais les relations entre le maître et l'élève sont difficiles.
À Bordeaux, très lié avec Rodolphe Bresdin qui lui apprend la gravure, il commence sous la direction de cet artiste — dont l’art onirique est libre de tout formalisme —, une série de onze eau-forte : Le Gué, tirées en 1866, dans une inspiration orientaliste et romantique venue de Delacroix qu’il connaît de vue.

### «Aux confins du monde imperceptible»

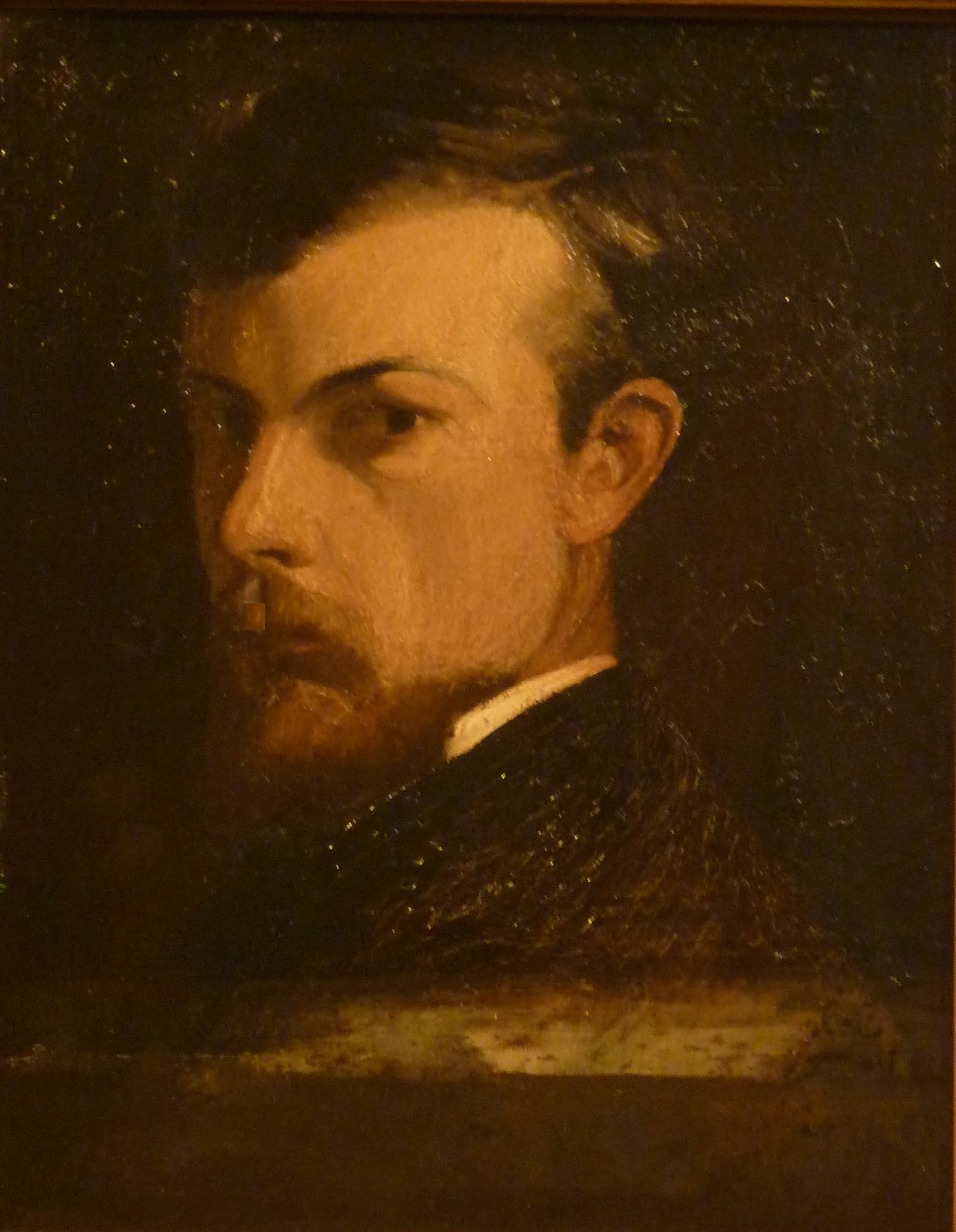
Odilon Redon, Mon portrait (1867), huile sur bois, Paris, musée d'Orsay.

Redon participe comme simple soldat aux combats sur la Loire pendant la guerre de 1870. Après la guerre, il s’installe à Montparnasse, jusqu'en 1877, mais l'été, il retourne à Peyrelebade et passe l’automne en Bretagne. Il fréquente le salon littéraire et musical de madame de Rayssac, rencontre Fantin-Latour, Paul Chenavard, le musicien Ernest Chausson. Il séjourne à Barbizon pour y étudier les arbres et les sous-bois. En 1878, il voyage pour la première fois en Belgique et en Hollande. L'année suivante, il est remarqué pour son premier album de lithographies, intitulé Dans le rêve — il fait de la « lithographie de jet » —, les rêves, la descente dans l'inconscient, lui permettent de révéler les sources de son inspiration et de décrire son monde personnel voué à l'exploration de l’imaginaire.
Le 1er mai 1880 il épouse à Paris Camille Falte, née en 1852 et décédée en 1923, qui est originaire de l’île Bourbon (aujourd’hui l’île de La Réunion). Elle joue un rôle très important dans son travail en le soutenant au quotidien et en lui assurant une stabilité.
En 1884, Joris-Karl Huysmans publie À rebours, avec un passage consacré à Odilon Redon.
Il y a une forte scission entre le début de son œuvre et la fin. Pendant la première moitié de sa vie, il est le peintre du noir, et ne cesse d'utiliser cette teinte. Son passage à la couleur correspond à la naissance de son premier fils. Après n'avoir jamais utilisé la couleur, il va à la fois en faire un usage très complexe, mais aussi créer des tableaux les plus colorés qui soient. L'artiste qualifiera ce passage à une peinture entièrement colorée de « déclic ».
En 1886, Odilon Redon participe à la huitième et dernière exposition des impressionnistes.

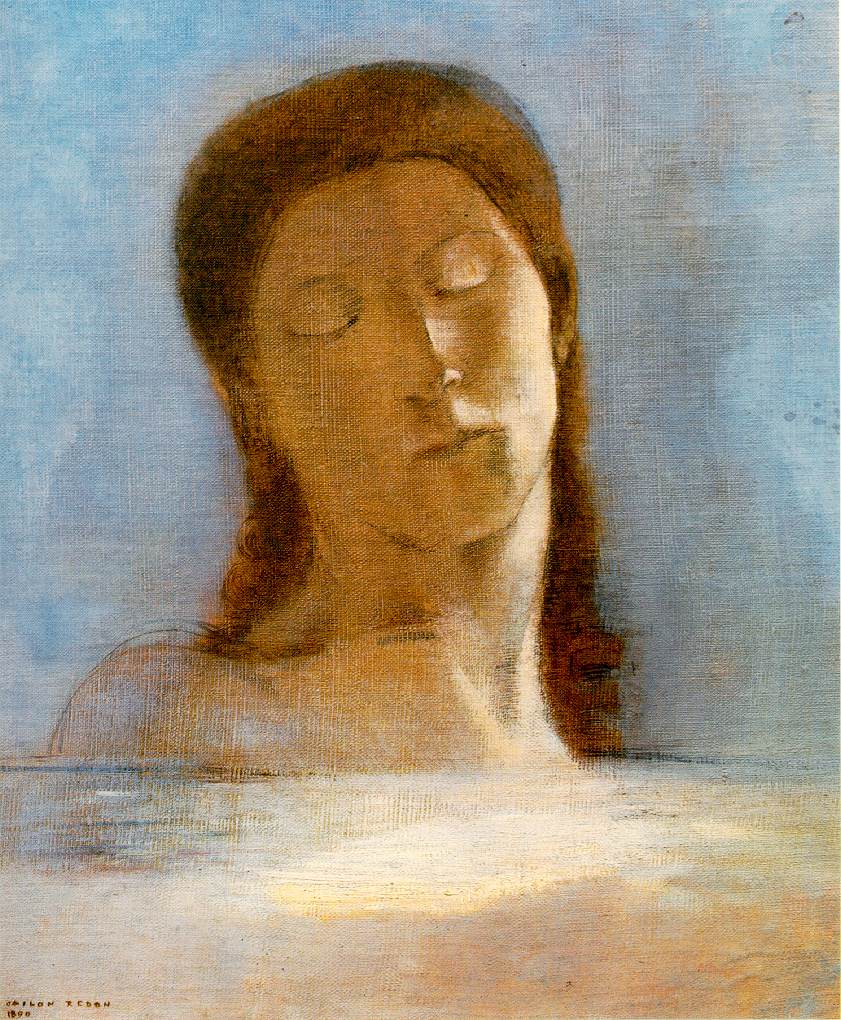
Les Yeux clos, 1890, huile sur toile,, musée d'Orsay.

Le 11 mai 1886, son premier fils, Jean, naît. Cependant il décède six mois et demi plus tard. Son second fils, Arï, naît en 1889.
Entre 1870 et 1895, il utilise principalement le fusain et la lithographie pour créer des dessins aux sujets oniriques qu'il appelle ses « noirs ». Les années 1890 et le début du siècle sont une période de transformation, de mutation, il abandonne ses « noirs » et commence à utiliser le pastel et l'huile, et la couleur domine les œuvres du reste de sa vie. Il réalise Ève, son premier nu féminin d’après modèle. Il représente des textes par la peinture, que ce soit les siens comme Les Yeux clos ou Les Origines mais aussi ceux d’autres auteurs de l’univers fantastique notamment Edgar Allan Poe.
En 1899, Maurice Denis le présente au groupe des nabis et le peint, en 1900, dans l’Hommage à Cézanne, debout devant une toile de Cézanne, entouré de Pierre Bonnard, Édouard Vuillard, Ker-Xavier Roussel, Paul Sérusier, André Mellerio et Ambroise Vollard. Avec Maurice Denis, il exécute des peintures décoratives pour son ami le compositeur Ernest Chausson, dans son hôtel particulier du 22, boulevard de Courcelles, ainsi que dans le château de Domecy-sur-le-Vault, en Bourgogne, de son ami et mécène, Robert de Domecy, avec qui il a voyagé en Italie.

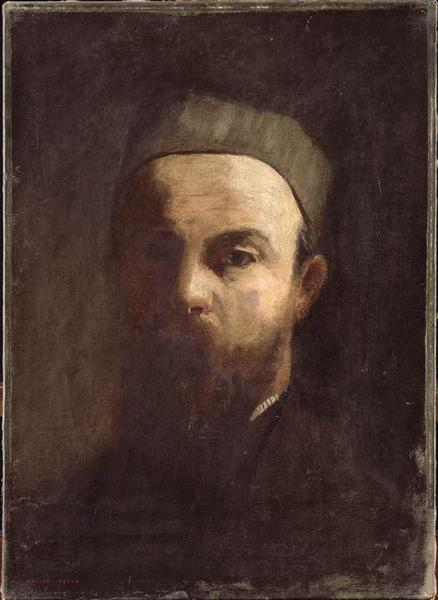
Autoportrait vers 1880, musée d'Orsay.

Redon travaille avec Mallarmé et expose à la galerie Durand-Ruel en 1900.
En 1900-1901 Redon peint des grandes surfaces en réalisant des panneaux grâce à une commande du baron Robert Domecy qui vient de faire construire un château dans l’Yonne. Il fait part de son travail à son ami Albert Bonger en écrivant : « Je couvre les murs d’une salle à manger des fleurs, fleurs de rêve, de la faune imaginaire ; le tout par de grands panneaux, traités avec un peu de tout, de la détrempe, l’aoline, l’huile, le pastel même dont j’ai un bon résultat ce moment-ci, un pastel géant. »
En 1901, il participe au salon de la Libre Esthétique à Bruxelles et au salon de la Société nationale des beaux-arts à Paris. Son ami d’enfance, le peintre Charles Lacoste, l’introduit en 1903 auprès de Gabriel Frizeau, mécène bordelais passionné d'art et de belles-lettres. La Légion d'honneur lui est attribuée et, en 1904, une salle lui est entièrement consacrée au Salon d'automne avec soixante-deux œuvres.
Il crée en 1902 le décor du salon de musique de l’hôtel parisien de la veuve d’Ernest Chausson décédé en 1899.
Redon est apprécié et soutenu par des artistes et des intellectuels. En 1907, Odilon fait appel à Marius-Ary Leblond pour réaliser un article sur lui notamment à la suite d'un écrit d’un de ses amis, le poète Francis Jammes, qui ne le satisfera pas. Imaginant un dialogue avec une des roses peinte par Redon, Jammes le fait passer pour un inconscient qui n’a aucune idée de ce qu’il fait : « Tu cherches le secret de son génie ? demanda-t-elle. Et j’inclinais la tête. Je l’ignore et lui-même l’ignore, dit-elle. » (extrait du texte de Francis Jammes publié dans Vers et prose en décembre 1906). Dans une lettre à Andries Bonger écrite le 2 mars 1907, Odilon Redon réagit à cet écrit “Ces pages de Jammes sont charmantes, mais la rose à tort de dire que je n’ai pas conscience de mon Talent. Hélas ! Si. J’en connais toutes les faiblesses; il me fallait bien marcher comme la nature m’avait fait. Je crois que le Talent est dans la connaissance des limites de notre nature et dans la modestie de ne donner que ce que l’on a. La rose dont parle Jammes a tort, je sais ce que je fais”. À la demande de Redon, Marius-Ary Leblond publie dans la Revue illustrée  « Odilon Redon, le merveilleux dans la peinture ». Marius-Ary Leblond est un patronyme derrière lequel deux cousins : Georges Athénas qui correspond à Marius Leblond et Aimé Merlo qui est Ary Leblond. Originaires de l’île de la Réunion, ils se sont installés à Paris dans les années 1890 et écrivent des romans et essais faisant écho au colonialisme. Redon a donné un tournant différent à son art en explorant les thématiques de la nature et des couleurs. L’article de Marius-Ary Leblond va exprimer cette évolution artistique. Ils la décrivent en ces termes « Redon se lassa bientôt de cette sorte d’enfer spiralant et noir où il s’était enfermé […] il éprouva le besoin de la lumière et monta vers la couleur comme vers un paradis ».
En 1908, Odilon voyage à Venise, en Italie avec sa femme, son fils et Arthur Fontaine, il réalise ses premiers cartons de tapisserie pour la manufacture des Gobelins à la demande de Gustave Geffroy.
Il passe l'été à Bièvres (Essonne) à la villa Juliette qu'il loue, n'ayant pu la racheter, après le décès de Juliette Dodu, la demi-sœur de son épouse.
André Mellerio, en 1913, publie un catalogue de ses eau-forte et lithographies. La même année, l'Armory Show présente quarante de ses œuvres sur le continent américain à New York, dans le cadre de l'International Exhibition of Modern Art, puis à Chicago et Boston.
Dans À soi-même, une intéressante autobiographie publiée de son vivant, il évoque ses rapports avec le milieu artistique et les ambitions artistiques et spirituelles de son époque.

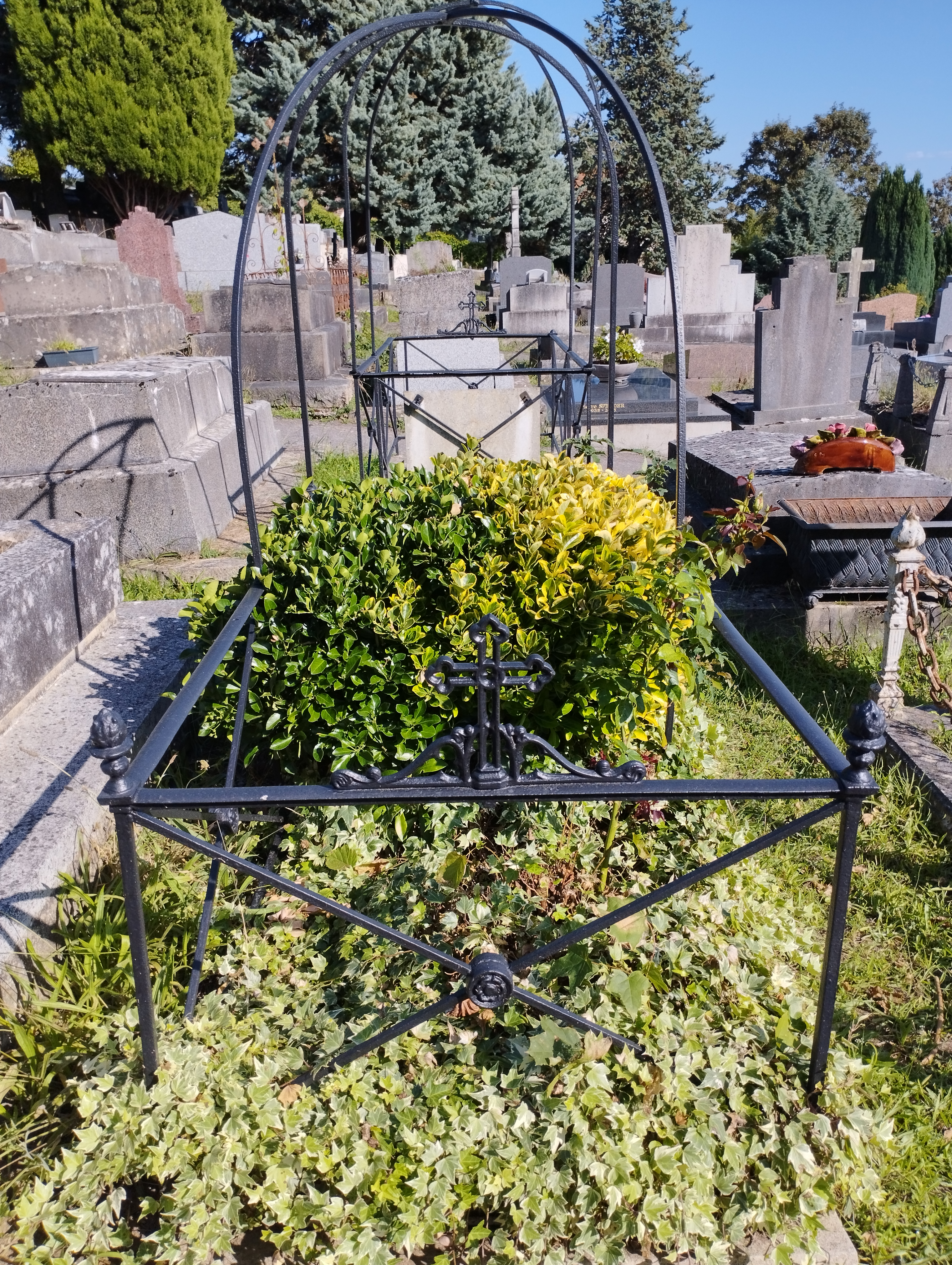
Tombe d'Odilon Redon au cimetière de Bièvres.

Il meurt le 6 juillet 1916 en son domicile au 129 avenue de Wagram dans le 17e arrondissement de Paris ; son fils Ari, mobilisé, n’a pu arriver à temps du front. Une huile sur toile, La Vierge, reste inachevée sur son chevalet. Il est inhumé dans le petit cimetière de Bièvres, l’« âme du roi des mondes imaginaires » repose là sous une pierre tombale régulièrement fleurie.
Sans qu'aucune rétrospective ait été réalisée, en France, sur l'artiste depuis 1956, une exposition, labellisée d’intérêt national, est organisée durant l'année 2011 avec les partenariats de la Réunion des musées nationaux, le musée d'Orsay, le musée Fabre (Montpellier), le concours du département des estampes et de la photographie de la Bibliothèque nationale de France et l'abbaye de Fontfroide (Aude),,. Cette exposition a été présentée des mois de mars à juin aux Galeries nationales du Grand Palais de Paris, mettant en avant le passage du noir profond aux teintes colorées et lumineuses, puis des mois de juillet à octobre au musée Fabre de Montpellier.

## Redon et la musique
Redon avait été formé très tôt à la musique, grâce à son frère Ernest. Les chants sacrés exercent également une influence profonde sur son adolescence ; la joie des chants sacrés « [lui] révélait alors un infini sans mélange, découvert comme un absolu réel, le contact même avec l'au-delà ». Il se décrit lui-même comme « fidèle écouteur aux concerts » et il ajoute : « […] Jamais je n'ai résisté aux attirances que je sentais venir des autres arts ». Bien entendu, Redon suit avec attention l'évolution du wagnérisme et l'orientation de la Revue wagnérienne, dans laquelle Théodore de Wyzewa écrit notamment un article, dans le numéro de mai 1886, sous le titre « Art wagnérien : la peinture ».
Ses maîtres les plus chers furent Mozart, Beethoven et surtout Schumann, qui avait été le dieu de sa jeunesse, écrit Roseline Bacou. Vers 1904, il exécute son Hommage à Schumann (pastel). En 1911, peignant le panneau La Nuit, dans la bibliothèque de l'abbaye de Fontfroide, chez ses amis Gustave Fayet et son épouse, il évoque (à droite) le visage de Robert Schumann de même que, sous forme de feux follets, ceux de Déodat de Séverac et de Ricardo Viñes.

## Redon et la science

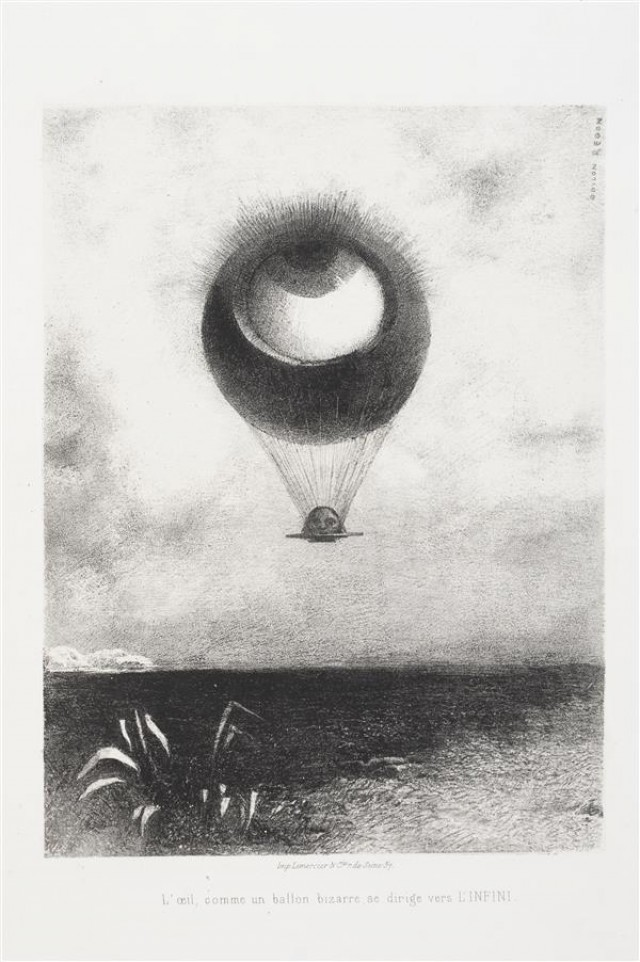
Odilon Redon, A Edgar Poe (L'œil comme un ballon bizarre, se dirige vers l'infini), Estampe, 1882, 26,2 x 19,8 cm, Los Angeles County Museum of Art.

Les sciences ont influencé les travaux de Redon. Tout d’abord sa rencontre avec Armand Clavaud le biologiste. Clavaud lui fait connaître la botanique, notamment avec des planches qu’il a lui-même réalisées pour ses ouvrages comme La Flore de la Gironde. Il lui permet notamment d’avoir accès au microscope, invention de la fin du XVIe siècle mais améliorée au XIXe siècle. Cela permettra à Redon de se lancer dans le naturalisme, c'est-à-dire de reproduire fidèlement des éléments de la nature, notamment de nombreuses reproductions des fleurs qui connaîtront un grand succès. Néanmoins Redon y ajoutera toujours une part d’imaginaire.
Redon a également un attrait pour l’océan très jeune. Il regrette de ne pas être né lors de la traversée du pacifique par sa mère lors de son arrivée en France. Cela se traduira par de nombreuses représentations de barques mais aussi de coquillages et de paysages marins. Odilon Redon est d’ailleurs un adepte de la théorie de Jules Michelet concernant l’évolution dans son écrit La Mer. Selon cet ouvrage, les plantes et les animaux auraient une composition et une origine commune, formées dans le bouillonnement des océans (contredit par Pasteur qui démontre que le vivant ne peut naître que du vivant). Redon adhère à cette théorie, sûrement plus par désir de provenir de l’océan que par réelles convictions. Cette admiration pour le milieu aquatique s'accroît également avec l’apparition des premiers aquariums dans les grandes villes dans la seconde moitié du XIXe siècle.

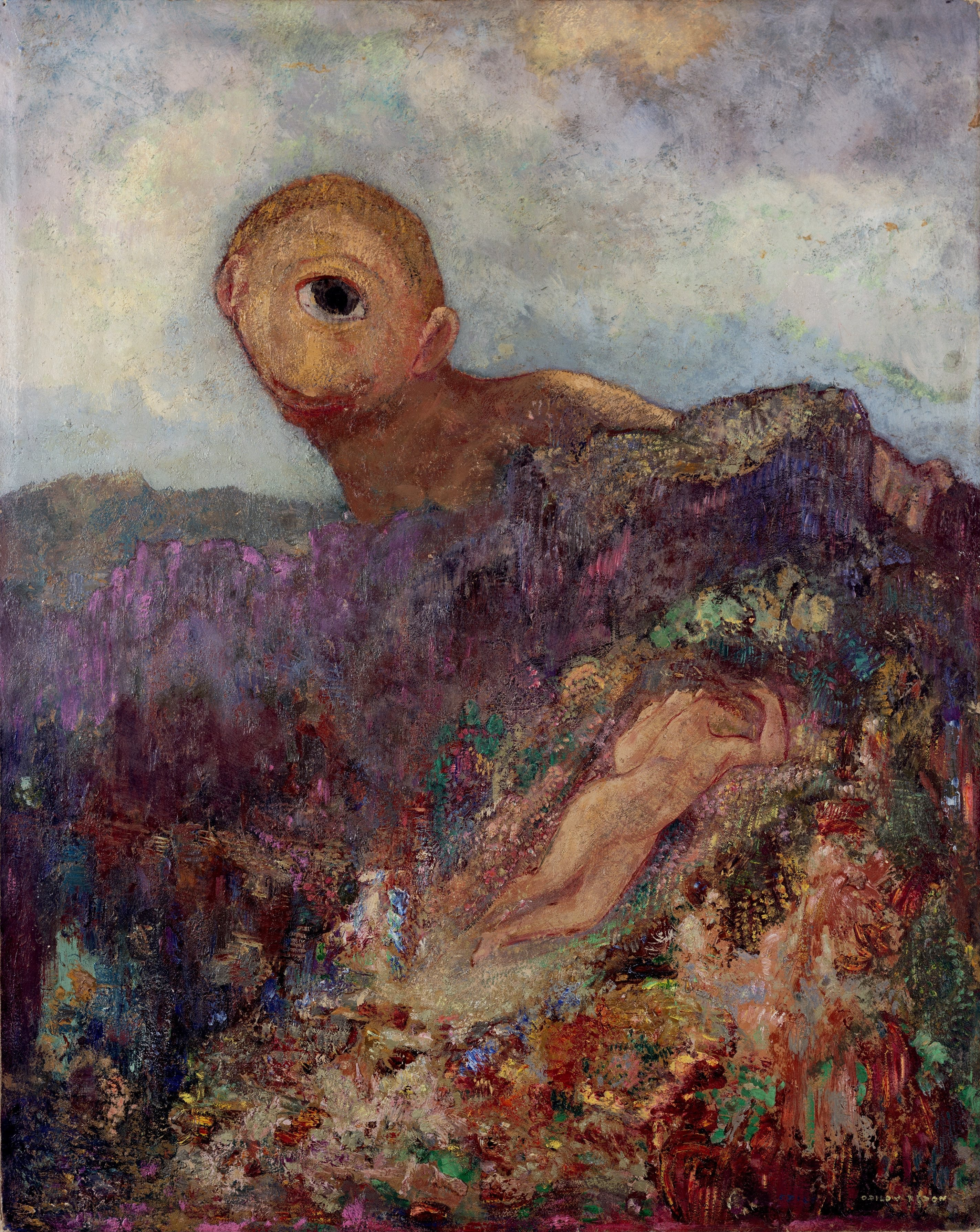
Odilon Redon, Le Cyclope, peinture à l'huile, 1914, 64 x 51 cm, musée Kröller-Müller à Otterlo.

C’est lorsque Redon a 19 ans, le 24 novembre 1859, que paraît L’Origine des espèces par le moyen de la sélection naturelle ou la Préservation des races favorisées dans la lutte pour la vie de Charles Darwin. Redon y a accès grâce à Clavaud, cela vaut également pour les écrits de Lamarck qui avançait déjà cette théorie de l’évolution plus de cinquante ans auparavant. Bien que Redon ne se considère pas comme darwiniste car il ne fait pas de science lui-même, cette nouvelle découverte aura une influence sur son art. Il crée notamment une série de lithographie appelée Les Origines en 1883 où il est possible de voir des mutations de plusieurs êtres vivants comme un chien à queue de poisson, un cheval ailé ou une sorte de centaure (mi homme/mi cheval).
La théorie de Darwin aura beaucoup plus de mal à être prise au sérieux en France que dans les autres pays où elle paraît. L’une des premières raisons est que la première traduction est réalisée par la philosophe et scientifique française Clémence Royer qui ne se contente pas de traduire l’ouvrage. Peu adepte de cette théorie, elle y développe son interprétation personnelle. Elle modifie également le titre pour De l'origine des espèces ou des lois du progrès chez les êtres organisés qui correspond plus aux idées de Lamarck que de Darwin. Cette théorie de l’évolution est également démentie par l’église avec notamment l’argument selon lequel l'œil serait un organe trop parfait pour être le résultat de hasard, il est l'œuvre du créateur. L’œil, alors synonyme de perfection, a une place importante dans les œuvres de Redon, on en trouve sous forme de ballon dirigeable dans L’œil comme un ballon bizarre, se dirige vers l’infini ou plusieurs représentations de cyclopes que ce soit dans ses lithographies ou après son passage à la couleur au début du XXe siècle.

## Redon et la religion

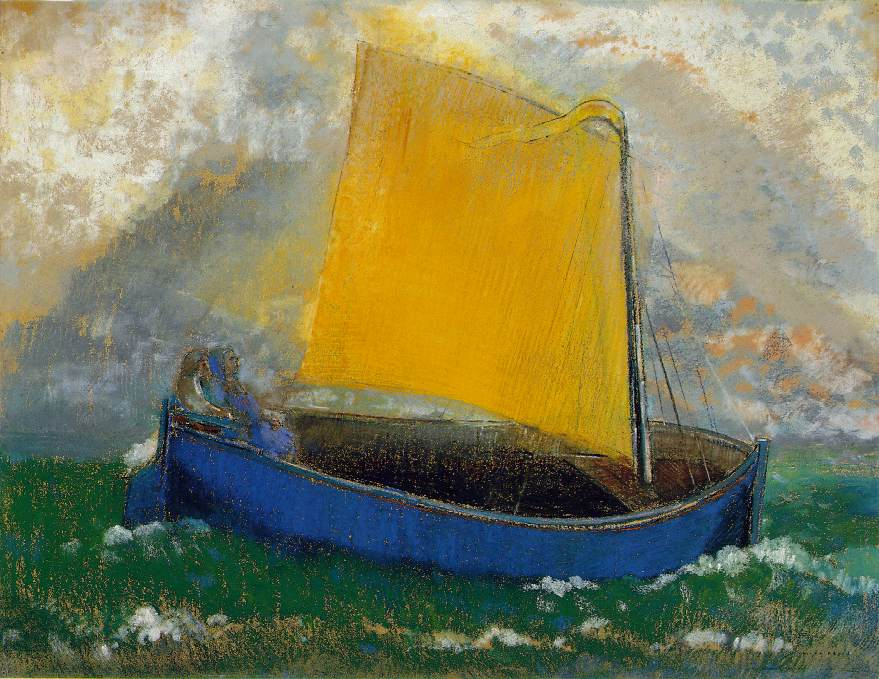
Odilon Redon, La Barque mystique, pastel, 1900, Coll. Andrea Woodner.

Odilon Redon vient d’une famille croyante qui va l’emmener en pèlerinage à la basilique de Verdelais pour le soigner de son épilepsie.

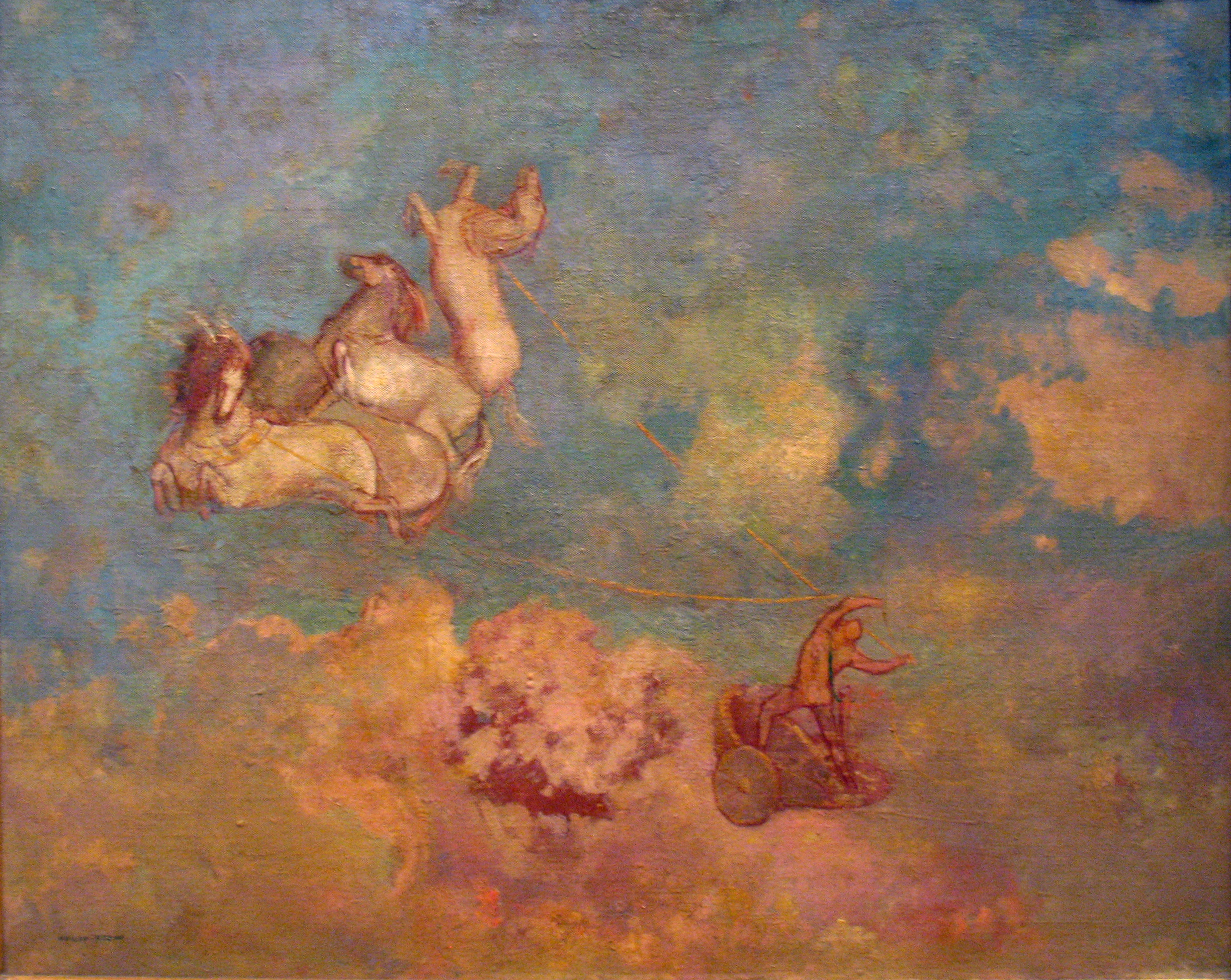
Odilon Redon, Le Char d'Apollon, 1905, huile sur toile, 66 x 81,3 cm, Metropolitan Museum of Art.

La phase coloriste de Redon est la conséquence de plusieurs facteurs, certains positifs comme sa vie de famille, plus stable et plus sereine à cette époque. Mais ce sont surtout des drames qui vont conduire Redon à changer presque radicalement son art : la mort de son ami botaniste Armand Clavaud, la perte du domaine familial Peyrelebade auquel il était très attaché, ainsi que la mort de son premier enfant, Jean. Tous ces bouleversements sont de véritables drames pour Redon qui vit alors une sorte de crise mystique, crise qui coïncide également avec sa santé défaillante. Il adopte alors peu à peu une sorte de nouvel idéal chrétien anti matérialiste, accompagné d’un socialisme utopique et de la sagesse bouddhiste qui lui laissent à penser que bonheur n'est pas dans les possessions matérielles. Cette manière de penser va s’ancrer dans le quotidien de Redon ainsi que dans son art. Il cherche le bonheur sous un nouvel aspect et semble même le trouver dans cette seconde partie de sa vie. Redon décrira lui-même la dernière période de sa vie comme celle d’un épanouissement tardivement conquis, notamment grâce à la naissance  de son second fils lorsque Redon a 50 ans. Ayant ressenti une certaine désolation dans son enfance, Redon choisit, en transformant ses habitudes de vie et son art, de ne pas léguer le même héritage à son fils. Cela conforte son choix intérieur et profond d’instaurer une nouvelle lumière à ses œuvres notamment à travers le pastel. Désormais, son activité créatrice se matérialise dans la vie. On peut également y voir une recherche de perfectionnement de la forme à l’aide de nouveaux moyens. Il écrit d’ailleurs dans une correspondance en 1904 “Oubliez tout ce que vous avez lu sur l'apocalyptique, sur le satanique Redon”.
C’est à partir de cette période que l’on va considérer Redon comme un peintre symboliste, il va mettre des couleurs imaginaires et non réalistes au service des émotions. Ses œuvres colorées tendent à mettre en avant le côté salvateur de la religion qui déboucherait vers une certaine sérénité (La Barque mystique, Les yeux clos, Le Bouddha…). Il s’intéresse également à des religions disparues dont les sujets persistent dans l’art comme la mythologie gréco-romaine (La Naissance de Vénus, Le Char d’Apollon…). Redon a donc définitivement fait une croix sur les créatures effrayantes, les “Noirs”. Il écrira d’ailleurs à Maurice Fabre, un ami peintre, en 1902 : “J’ai voulu faire un fusain comme autrefois, impossible, c’était une rupture avec le charbon. Au fond, nous ne survivons que grâce à des matières nouvelles. J’ai épousé la couleur depuis.”

## Œuvre

### Gravures et dessins
Odilon Redon a produit vingt-sept eau-forte, trois pointes sèches, ainsi que cent quatre-vingt-dix-sept lithographies, sans compter les neuf dessins reproduits dans Les Fleurs du mal chez Deman, à Bruxelles, en 1890.
Contrairement à ce qu'écrit son biographe André Mellerio, les premières productions gravées de Redon remonteraient à 1865, et non à 1861. Depuis 1863, il travaille à Bordeaux aux côtés du graveur Rodolphe Bresdin dont il utilise la presse à bras, mais sans doute n'est-il pas emballé par la technique de la plume sur pierre employée par ce dernier. Par la suite, s'il est en contact avec l'imprimeur Auguste Delâtre, qui produit Le Gué (avec petits cavaliers), l'essentiel des premières eaux-fortes est tiré à Bordeaux. Intitulée Paysage, l'une d'entre elles est présentée au Salon de 1867.
En 1874, il s'installe définitivement à Paris et produit moins de dix eaux-fortes jusqu'en 1893, abandonnant cette technique au profit de la pierre lithographique, et sa première composition remonte à 1879. Le marchand d'art Ambroise Vollard se porte acquéreur du cuivre de Perversité (1891) mais ne l'insère pas dans ses albums. Redon chercha à transcrire ses dessins et fusains sur la pierre et ce fut Henri Fantin-Latour qui lui montra l'utilisation du crayon gras, seul capable de rendre le noir intense de ses traits originaux. En 1879, la série des dix planches intitulée Dans le rêve, tirée chez l'imprimeur parisien Lemercier et auquel il fut fidèle durant presque dix ans, introduit à son style si particulier, alliant mystères et choses du quotidien.
Vollard et Redon vont travailler ensemble à plusieurs reprises, servis par le talent de tireur d'Auguste Clot : ainsi, au printemps 1897, Redon s'applique à produire une suite de dessins lithographiés en noir pour l'édition illustrée du Coup de dés, de Stéphane Mallarmé, qui ne vit pas le jour et seules quatre planches purent être conservées. Vollard pousse également Redon à se lancer dans la lithographie en couleurs, mais l'artiste résiste, trouvant difficile de restituer l'éclat de ses fusains sur la pierre.

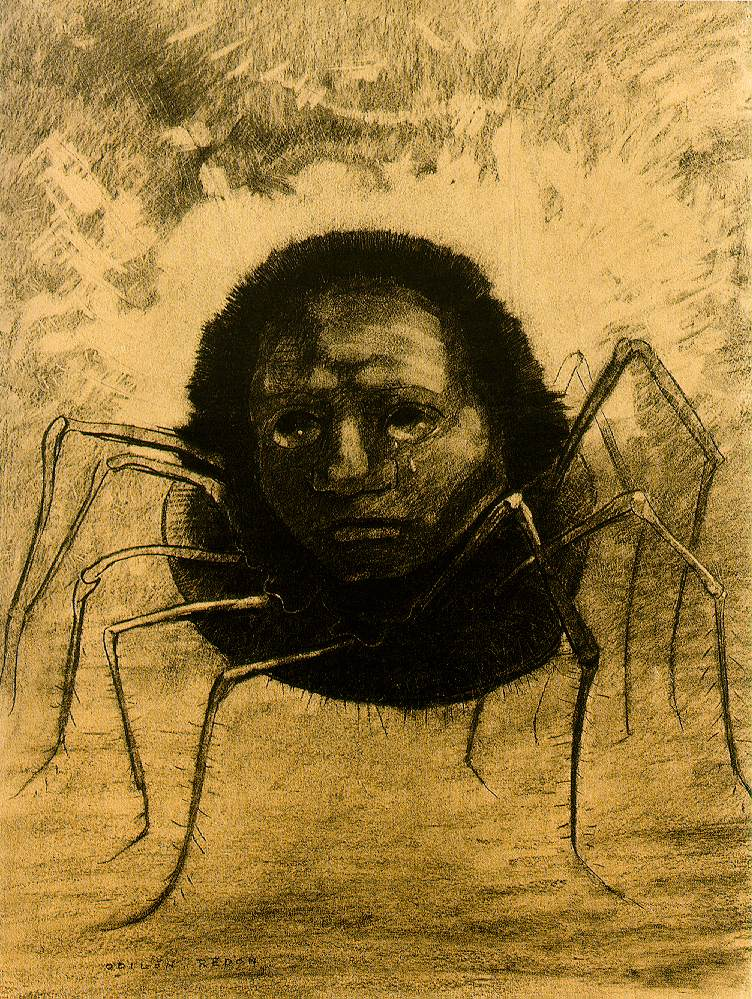
L’Araignée qui pleure (1881), fusain, Pays-Bas, collection particulière.
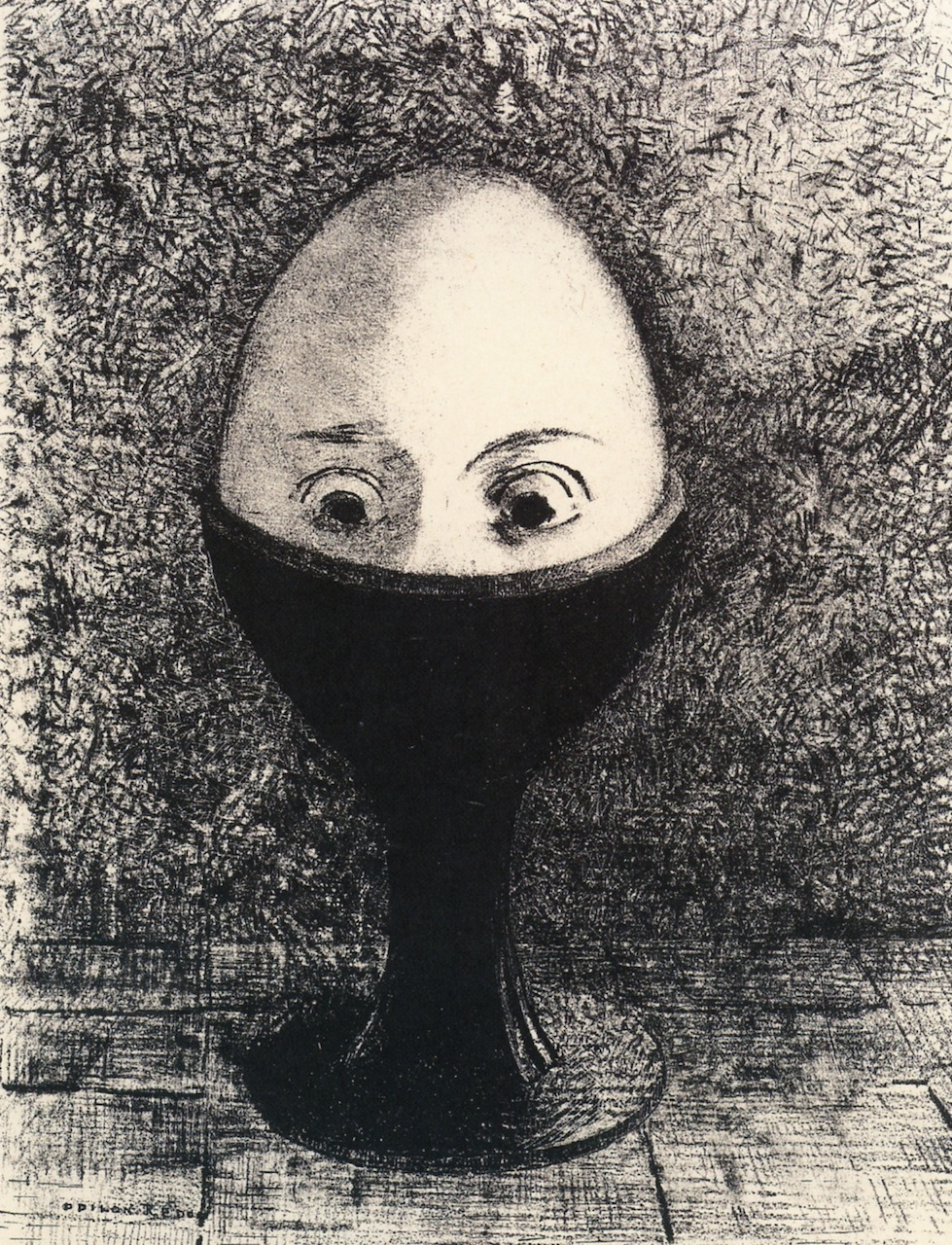
L'Œuf (1885), lithographie non insérée dans l'Hommage à Goya. Paris, Bibliothèque nationale de France.
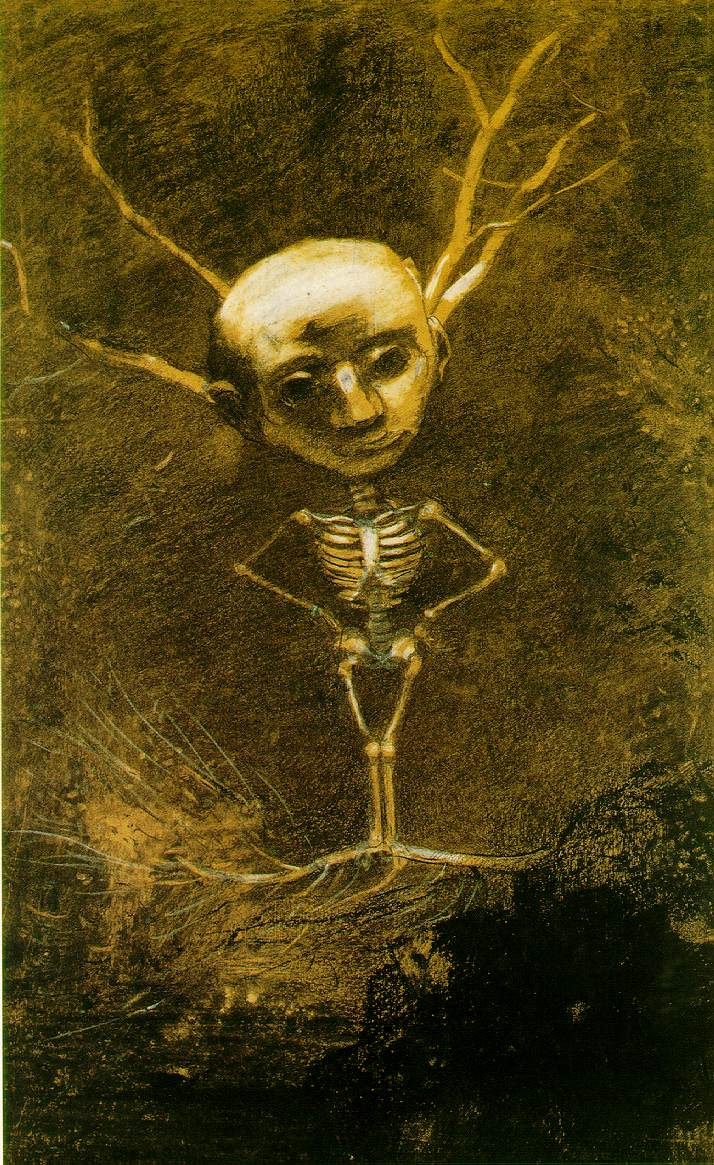
Esprit de la forêt (1880), collection particulière.
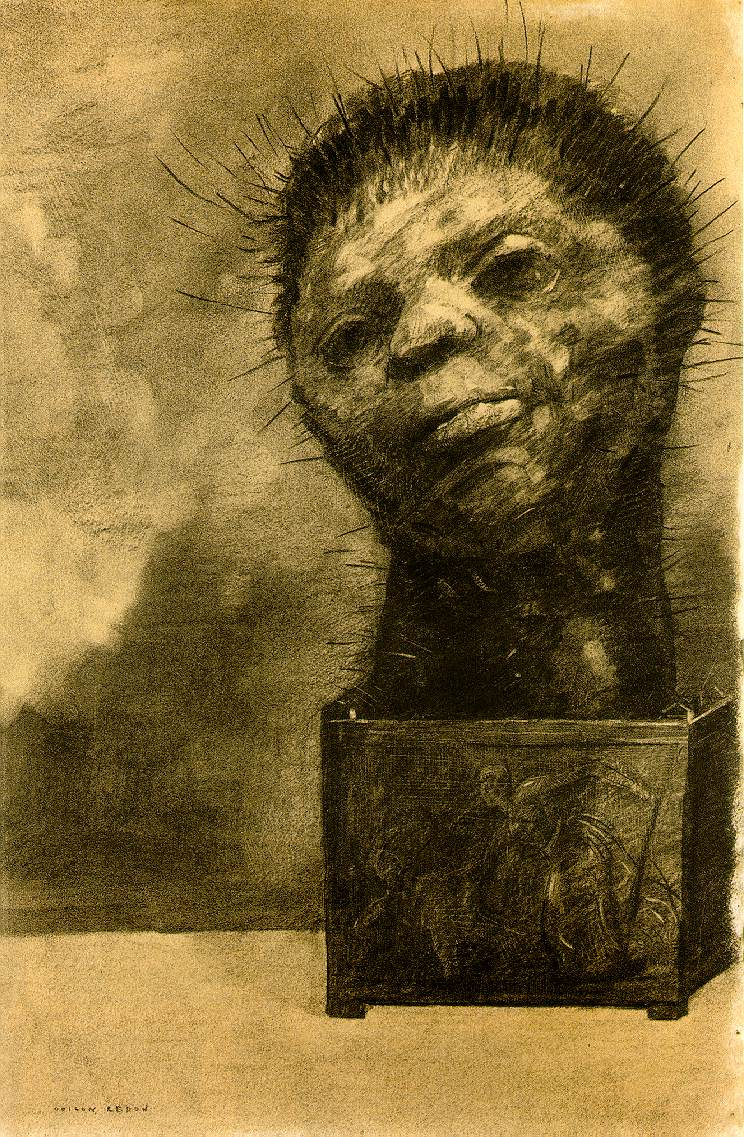
L'Homme cactus (1882), New York, Ian Woodner Family Collection (en).
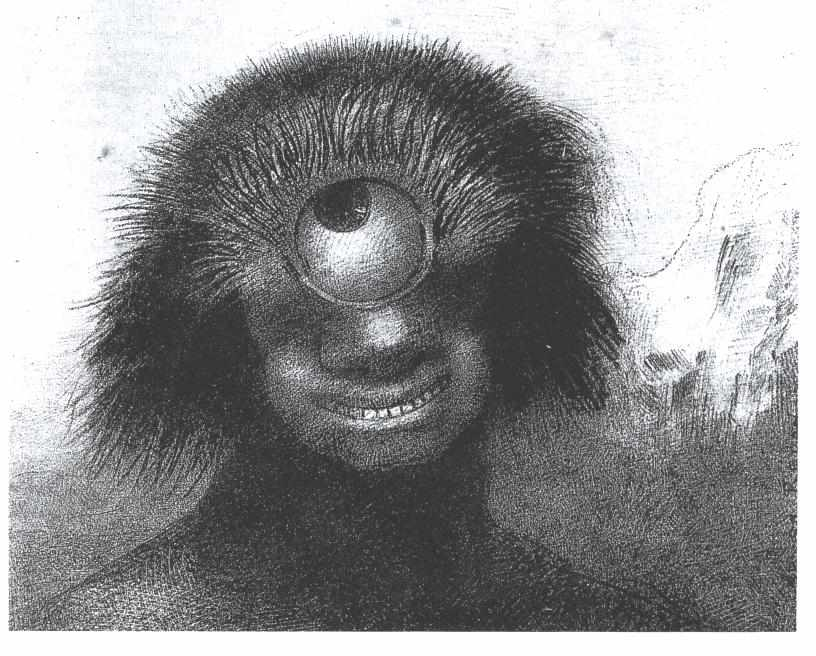
Le polype difforme flottait sur les rivages, sorte de cyclope souriante et hideux (1883), lithographie sur Chine appliquée, 21,3 × 19,9 cm, New York, Museum of Modern Art.

Principales séries et estampes isolées
- Dans le rêve, dix planches lithographiées en album, Paris, Lemercier (1879), tirage à 25 exemplaires.
- À Edgar Poe, six lithographie et un frontispice, Paris, Lemercier (1882), tirage à 50 ex.
- Les Origines, huit lithographies et un frontispice, Paris, Lemercier (1883), tirage à 25 ex.
- Hommage à Goya, six lithographies, Paris, Lemercier (1885), tirage à 50 ex.
- La Nuit, dix lithographies, Paris, Lemercier (1886), tirage à 50 ex.
- L'araignée, elle sourit, les yeux levés, lithographie, Paris, Lemercier (1887) ; fonds musée d'Orsay / département des arts graphiques du musée du Louvre.
- La Tentation de saint Antoine, dix lithographies tirées chez Becquet, et un frontispice, texte de Gustave Flaubert, Bruxelles, Deman (1888), tiré à 58 ex.
- À Gustave Flaubert, 2e série pour les Tentations, six lithographie et un frontispice, Paris, Becquet (1889), tiré à 60 ex.
- Apocalypse selon saint Jean, 12 lithographies en noir, éditions Ambroise Vollard, 1899.

### Bibliothèque de l'abbaye de Fontfroide
À une dizaine de kilomètres de Narbonne, l’abbaye de Fontfroide appartient en 1908 à Gustave Fayet peintre lui aussi et collectionneur notamment des œuvres d’Odilon Redon dont il est l’ami. Redon découvre le lieu à l’automne 1908. Fayet entreprend de grands travaux dans l’abbaye cistercienne qui était vide depuis 1901 et dont la construction originelle remontre au Xe siècle. Il fait appel à Redon pour la décoration en lui commandant en 1910 des panneaux dans l’ancien dortoir des moines qu’il réhabilita en bibliothèque. La pièce est un carré de dix mètres de côtés. Redon réalise deux grands panneaux qui se font face sur les murs latéraux et mesurent de 6,5 mètres de large et 2 mètres de hauteur qu’il divise en trois parties. Un autre panneau d’un mètre de large sera fait au-dessus de la porte. Il est complètement libre de peindre ce qu’il souhaite. De retour à Paris, il réalise un premier grand panneau Le Jour qu’il installe à la fin de l’été 1910. Il se concentre ensuite le second panneau, La Nuit, qu’il réalise entièrement à Paris et qui n'est installé à l’abbaye qu’à l’automne 1911. Dans une lettre à son ami André Bonger, il relate les travaux, leur avancement et l’installation : « Je vous écris de sous la voûte de la grande salle que je décore, dans le vieux cloître. J'ai emporté le travail pour le continuer sur place. Ça m'intéresse énormément. […] J'ai risqué la représentation (toujours indéterminée) d'un quadrige conduit par un ou deux êtres ailés, sorte de fleurs - au milieu des montagnes et de divers gris lumineux. Au mur de face est un autre panneau que j'esquisse en noir, et avec la permission de laisser au dévergondage toute la fantaisie imaginaire possible. Le noir sur grande surface est terrible. Il ne faut pas en abuser, je le vois. On ne sait, on n'apprend qu'au cours d'une exécution. C'est la première fois que je me tourmente en face de pareille surface […]. Je conduis la chose, entouré d'une société d'invités fort vivants, enjoués, sous le soleil gai et lumineux du Midi. Belle région, non loin de celle que représenta Cézanne, et aussi Van Gogh. Je la vois avec des yeux autres, naturellement. »
Les deux panneaux qui s’opposent spatialement et thématiquement peuvent être considérés comme une synthèse de l’art d’Odilon Redon, des deux époques et tendances artistiques qu’il a exploitées : la couleur dans la seconde partie de sa carrière et les noirs de sa jeunesse.
Dans Le Jour on remarque un jaune éclatant qui domine mais aussi l’abondance de fleurs excessivement présentes sur les parties latérales. Ces deux éléments sont caractéristiques de l’art de Redon dans ses œuvres de maturité où il explore la couleur. On observe une référence à Delacroix avec le motif du quadrige qui rappelle le plafond de la galerie d’Apollon au Louvre. On retrouve ce motif dans les tableaux de fin de carrière de Redon.
La Nuit rappelle ses premières œuvres avec les formes qui étaient très présentes dans les années 1870-1880 dans ses Noirs. On remarque un ange déchu, des têtes ailées, des femmes voilées… Cependant on sent une maturité par rapport à ses travaux de jeunesse. L’ensemble paraît plus doux et beaucoup moins inquiétant que ces créatures d’antan. Sur ce panneau il peint de manière subtile les propriétaires de l’abbaye et leurs enfants : Madeleine Fayet, épouse de Gustave Fayet, et leur fille Simone sont représentées par deux femmes voilées. Les feu-follets présents à droite de l’arbre reprennent les traits de Gustave Fayet et de ses deux fils, Léon et Antoine. Redon peint également les traits de sa femme Camille dans un des feu-follets. On retrouve par ailleurs d’autres figures artistiques : le compositeur Déodat de Séverac, le pianiste Ricardo Viñes ou Robert Schumann. Ceux personnalités font écho à l’importante influence de la musique chez Redon. Cela paraît peu étonnant qu’il ait peint ses figures dans son panneau La Nuit puisqu’il dit lui-même que "la musique est un art nocturne, l'art du rêve".
L’onirisme et le mystère de ses œuvres dans l’entièreté de sa carrière se retrouvent dans les deux panneaux. Ils s’harmonisent alors avec la bibliothèque qui abrite des ouvrages traitant d'occultisme et d'ésotérisme, domaines qui passionnent les intellectuels français à la fin du XIXe siècle.
Le dernier panneau au-dessus de la porte se nomme Le Silence. Ainsi le ton est donné quand on entre dans cette bibliothèque qui se niche dans une ancienne abbaye. Un personnage mystérieux avec un visage sombre posant son index sur ses lèvres est peint au milieu de halos dorés rappelant la fonction de cette pièce. Le contraste entre ce personnage sombre et les halos dorés rappelle les deux autres panneaux thématiquement et visuellement opposés par le traitement de la couleur de chacun d'eux.

## Postérité
Une version légèrement modifiée de sa lithographie Le Silence est utilisée comme pochette par le groupe de Doom Metal Revelation dans son album Never Comes Silence, publié en 1992.

## Tableaux par lieu de conservation

### Algérie
- Rose dans un vase (1866), musée national des beaux-arts d'Alger.

### Argentine
- Le bain de Vénus (1908-1913), huile sur toile, 35 x 28 cm, Museo Nacional de Bellas Artes, Buenos Aires[34].

### Canada
- Le Corbeau (1882), fusain, Ottawa, Musée des beaux-arts du Canada[35].

### États-Unis
- Le Port de Morgat (1882), huile sur toile, 27 × 30 cm, musée d'Art de Dallas[36].
- Village breton (1890), Washington, National Gallery of Art[37].
- Initiation à l'étude. Deux jeunes femmes (vers 1905), huile sur toile, 93 × 65 cm, musée d'Art de Dallas[38].
- Pandore (1914), huile sur toile, New York, Metropolitan Museum of Art.
- La Naissance de Vénus (1912), New York, Museum of Modern Art.

### France
- Bordeaux
  - Roland à Roncevaux (1868), musée des beaux-arts de Bordeaux[39].
  - Saint Sébastien,musée des beaux-arts de Bordeaux
- Dijon
  - L'Enfant devant l'aurore boréale (vers 1893-1894), pastel sur papier, 27 × 26,8 cm, musée des beaux-arts de Dijon[40].
  - Vision dans les nuages (vers 1900), huile sur toile, 83 × 67 cm, musée des beaux-arts de Dijon[41].
- Nantes
  - Le Prisonnier(vers 1880), dessin au fusain sur papier, 52 x 37 cm, musée d'Arts[42].
- Paris
  - Autoportrait (1880), Paris, musée d'Orsay[43].
  - Le Fou ou La Folie : tête coiffée d’un bonnet (1885), fusain, Paris, musée d'Orsay.
  - Les Yeux clos (1890), Paris, musée d'Orsay[44].
  - Vieillard ailé barbu (1890), pastel, Paris, musée d'Orsay[45].
  - La Visitation, (vers 1895), pastel, Paris, musée d'Orsay.
  - Christ en croix (1905), Paris, musée d'Orsay.
  - Le Pavot Rouge (vers 1906), Paris, musée d'Orsay.
  - Le Char d'Apollon (1904-1914), série de plusieurs tableaux conservés dans différents musées .
  - Plante verte dans une urne (vers 1910-1912), Paris, musée d'Orsay,.
  - Navet, Paris, musée d'Orsay, déposé depuis 2017 au MUba Eugène-Leroy de Tourcoing.
  - Barbizon en automne, Paris, musée d'Orsay.
- Lille 
  - Le Regard, Palais des Beaux-Arts de Lille
  - Le Silence, Palais des Beaux-Arts de Lille
- Strasbourg 
  - Saint Sébastien , Strasbourg , musée d'Art moderne et contemporain .
- Toulouse
  - L'Enlèvement de Ganymède,Fondation Bemberg
  - Conque marine, Fondation Bemberg
  - Pégase et l'Hydre, Fondation Bemberg

### Japon
- Conversation mystique, huile sur toile, Tokyo, Musée Artizon.
- Offrande, huile sur carton, Tokyo, Musée Artizon.

### Pays-Bas
- Roger et Angélique (vers 1909-1910), Otterlo, musée Kröller-Müller.
- Hommage à Léonard de Vinci (vers 1914), pastel, Amsterdam, Stedelijk Museum.

### Royaume-Uni
- Ophélie parmi les fleurs (vers 1905-1908), Londres, National Gallery[46].

## Galerie

Diverses œuvres
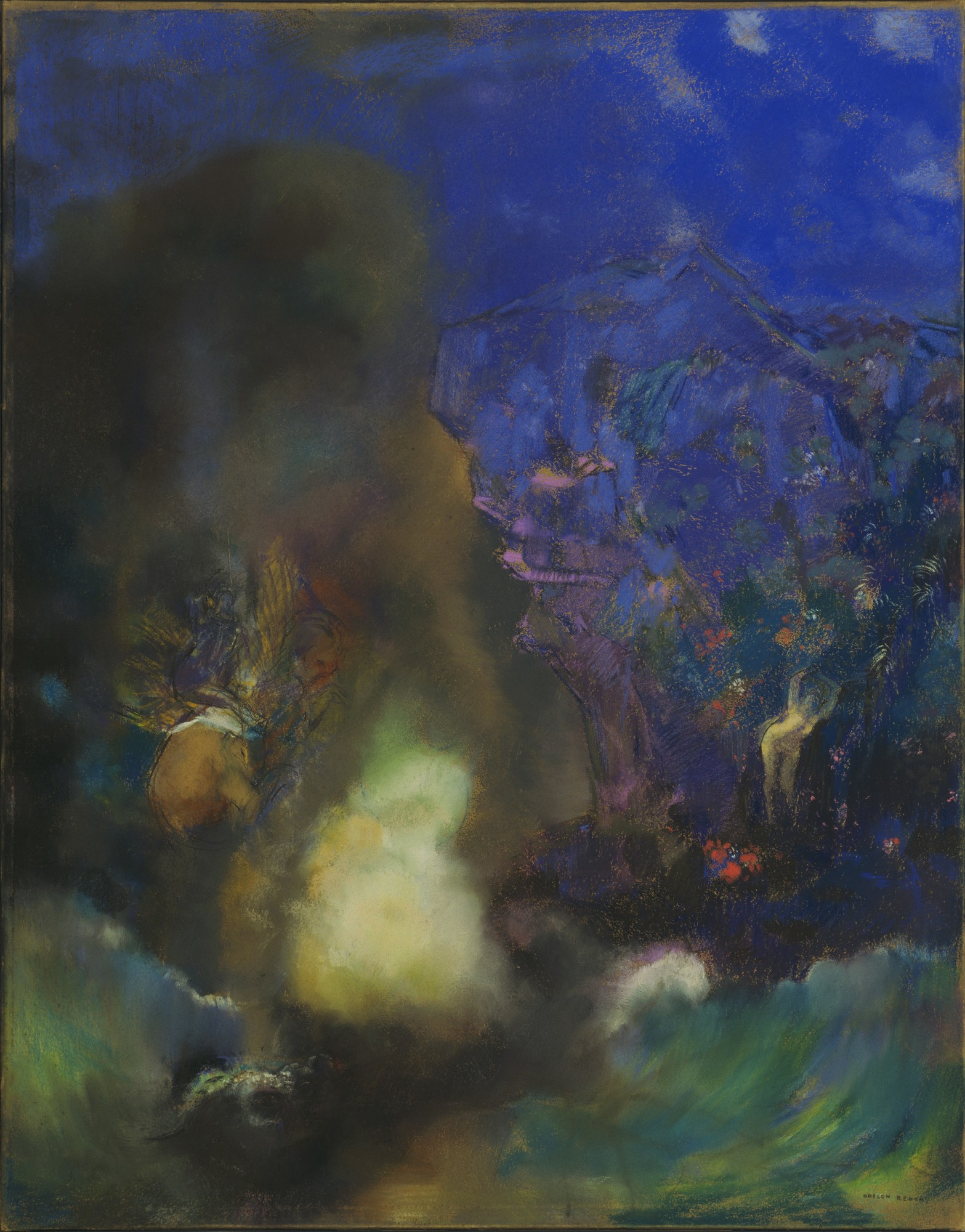
Roger et Angelica, 1910, pastel sur papier, 92x73, Moma, New York.
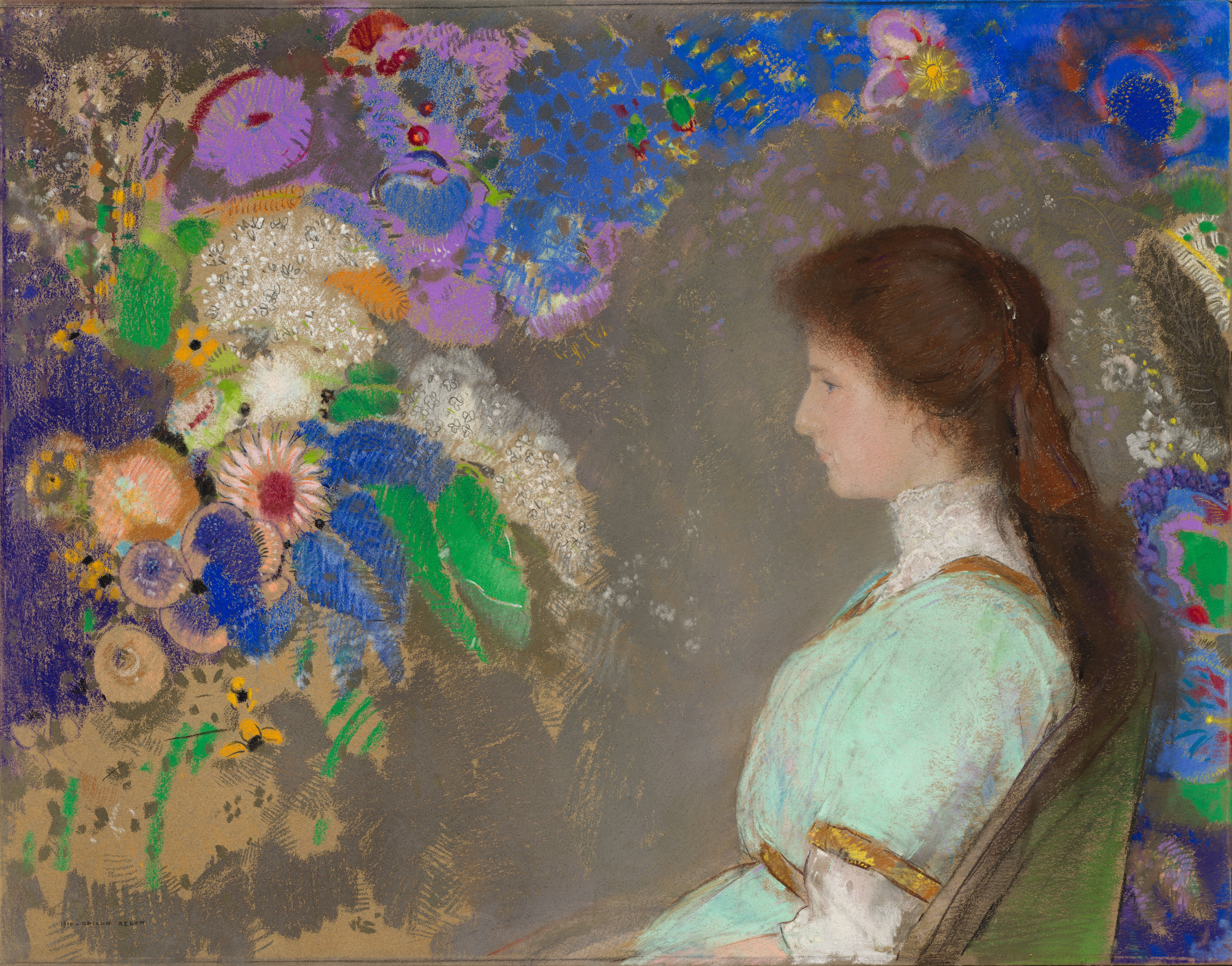
Portrait de Violette Heymann (1910), pastel, Cleveland Museum of Art.
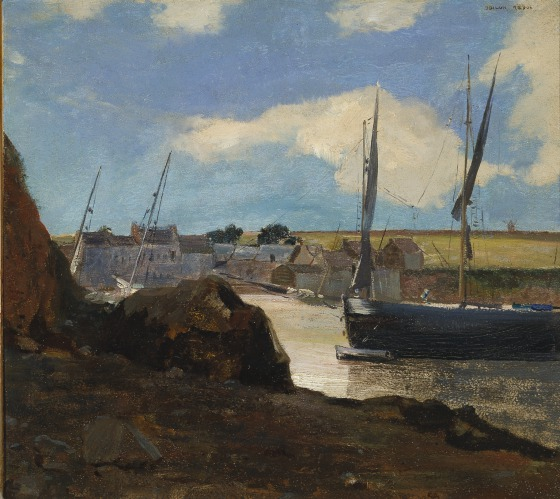
Le Port de Morgat (1882), huile sur toile, 27 × 30 cm, musée d'Art de Dallas.
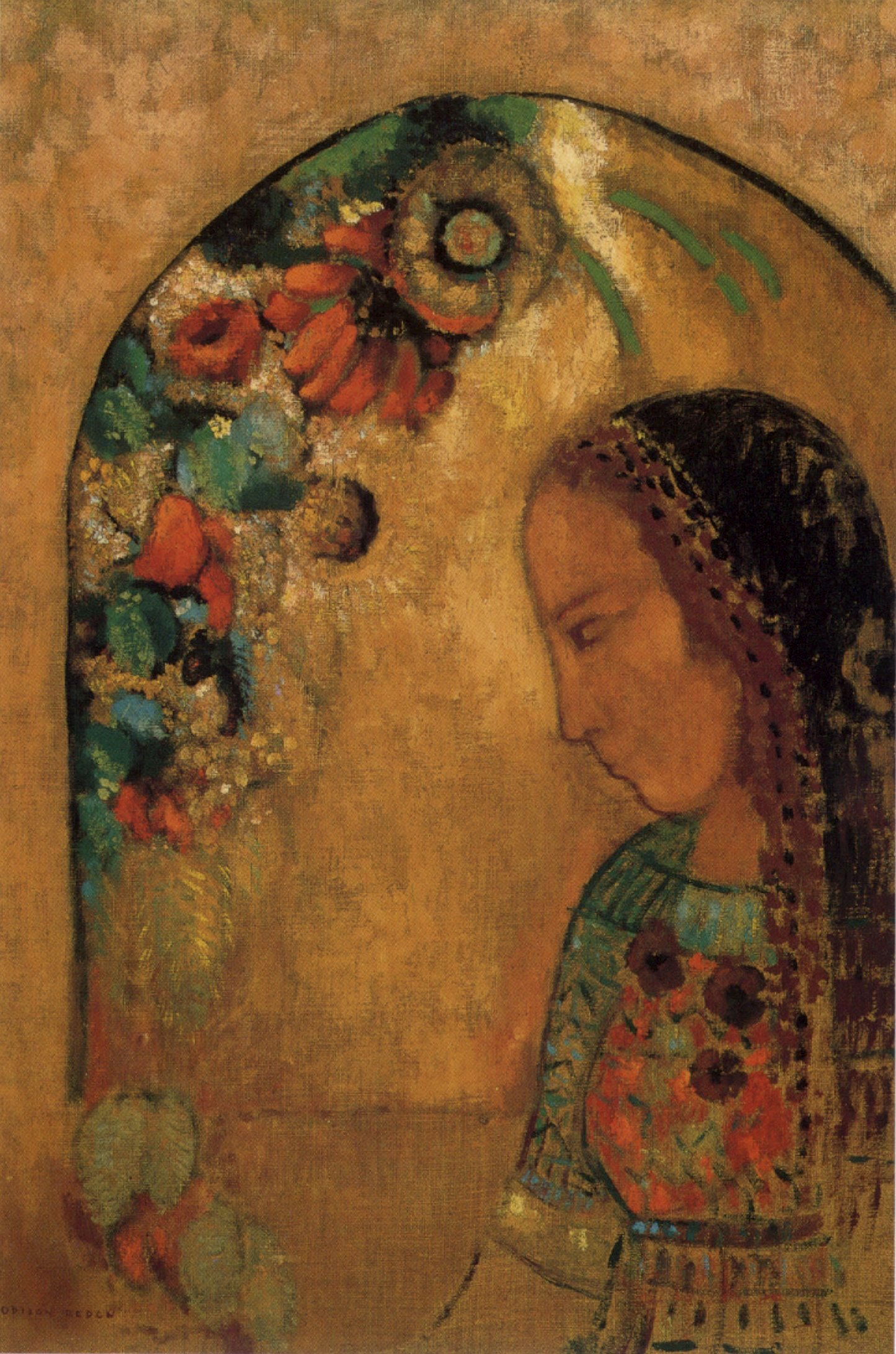
Dame aux fleurs (vers 1890-1895), Honolulu Museum of Art.
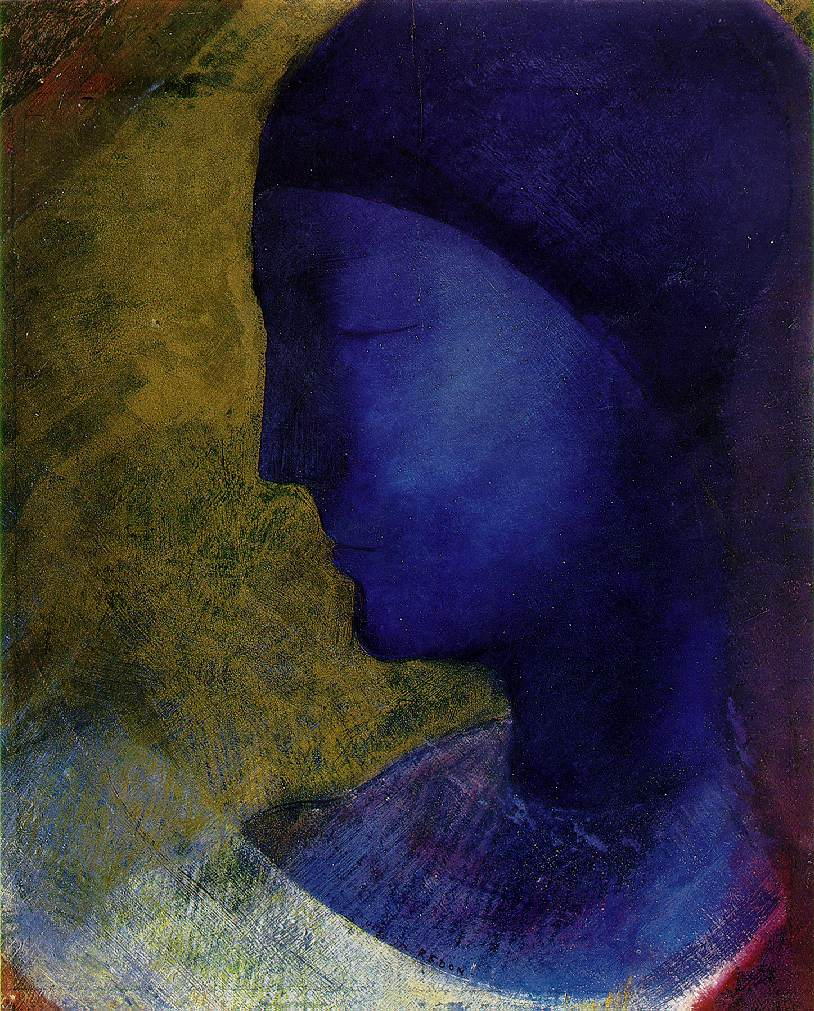
La Cellule d'or (1892), Londres, British Museum.
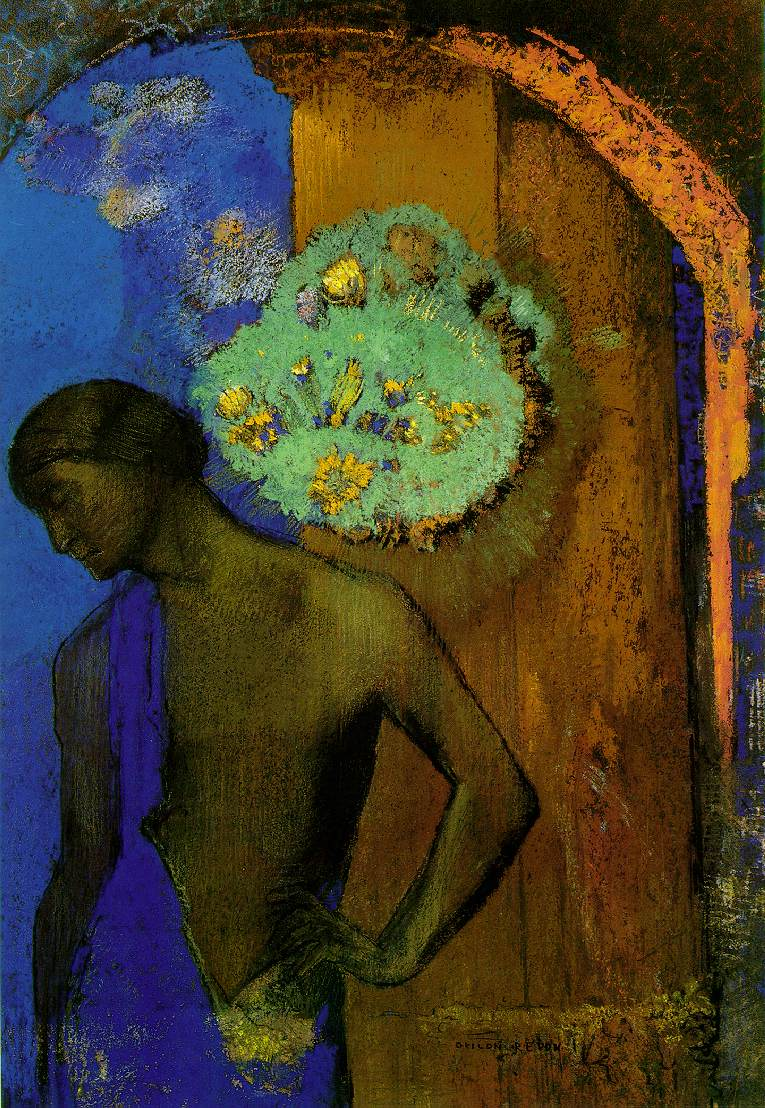
Saint Jean (1892), pastel et fusain, collection particulière.

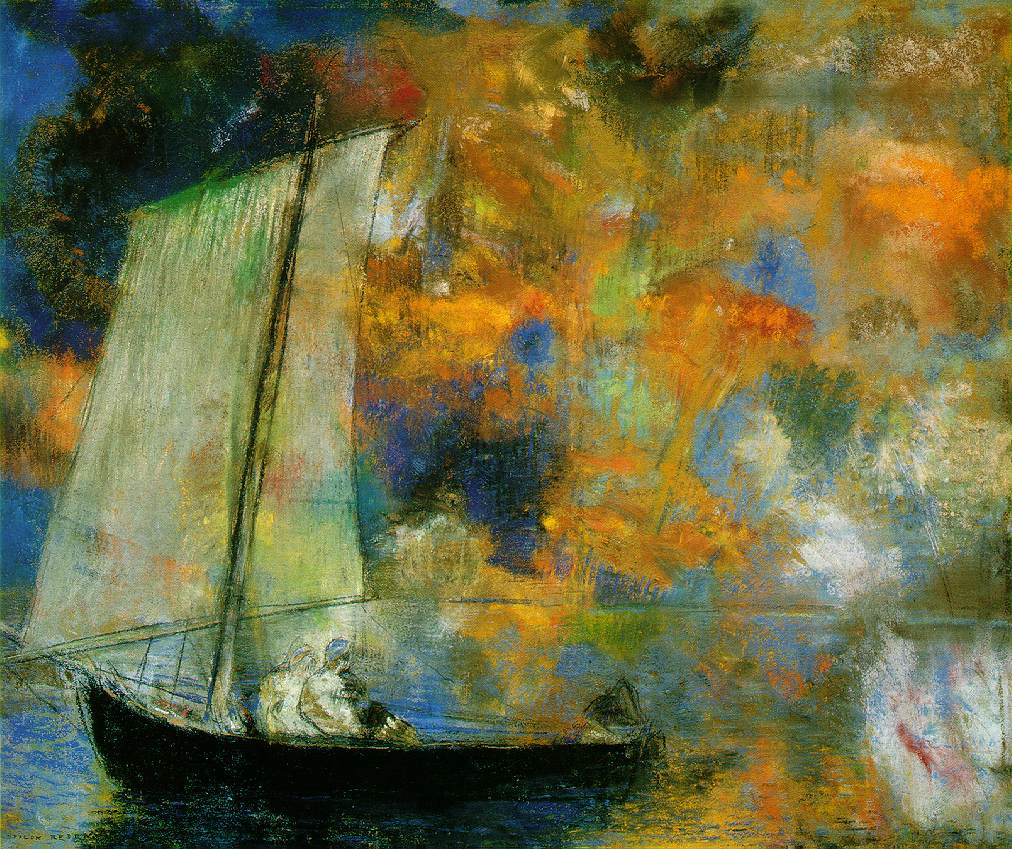
Nuages fleuris (1903), Art Institute of Chicago.
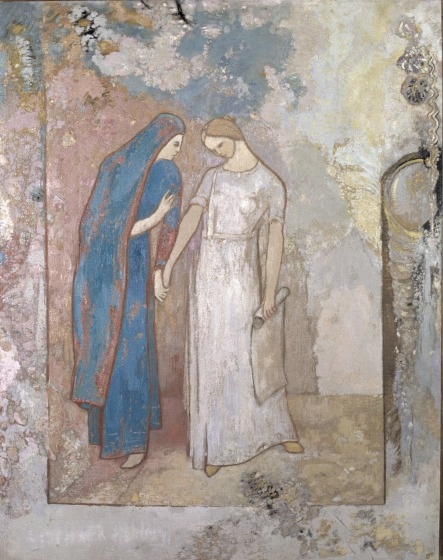
Initiation à l'étude. Deux jeunes femmes (vers 1905), huile sur toile, 93 × 65 cm, musée d'Art de Dallas.
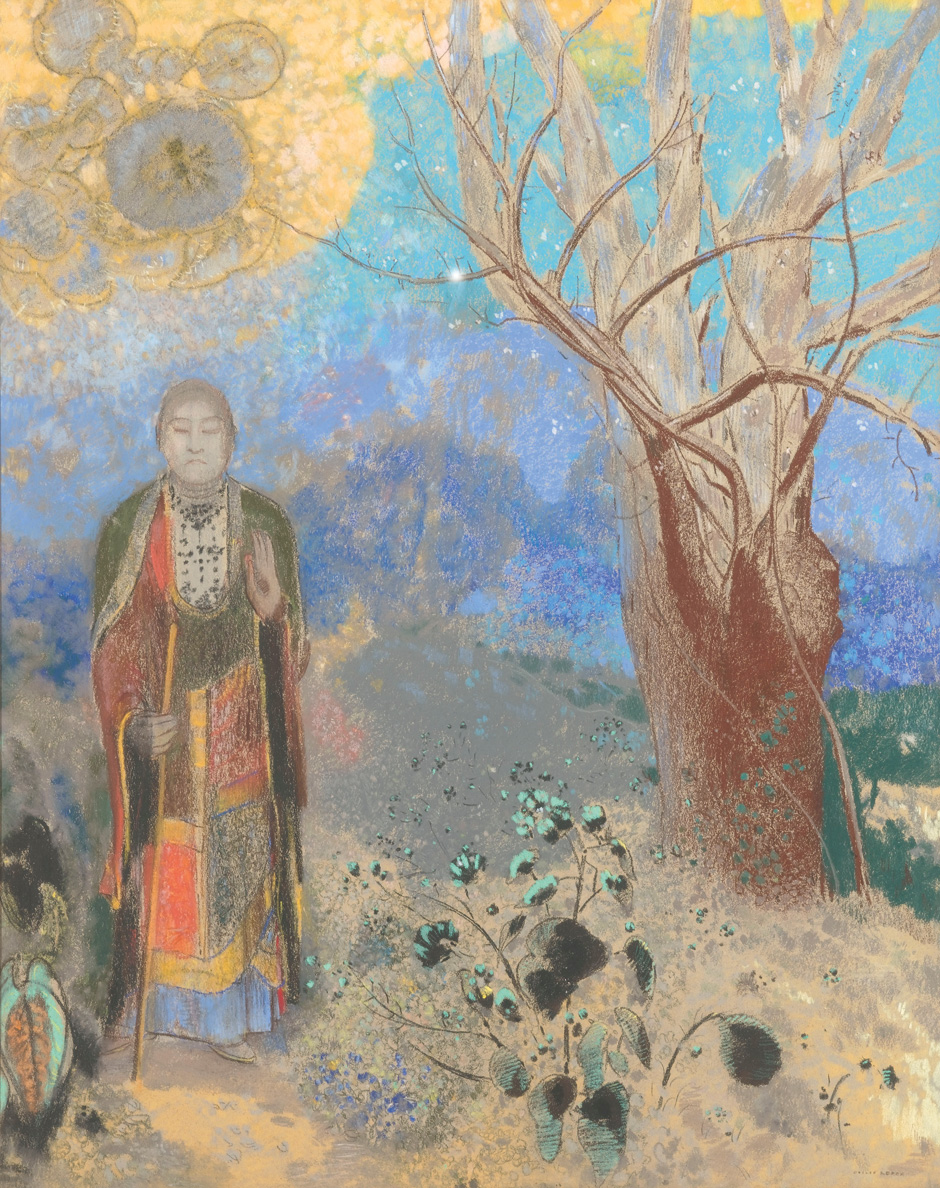
Le Bouddha (1906-1907), Paris, musée d'Orsay.
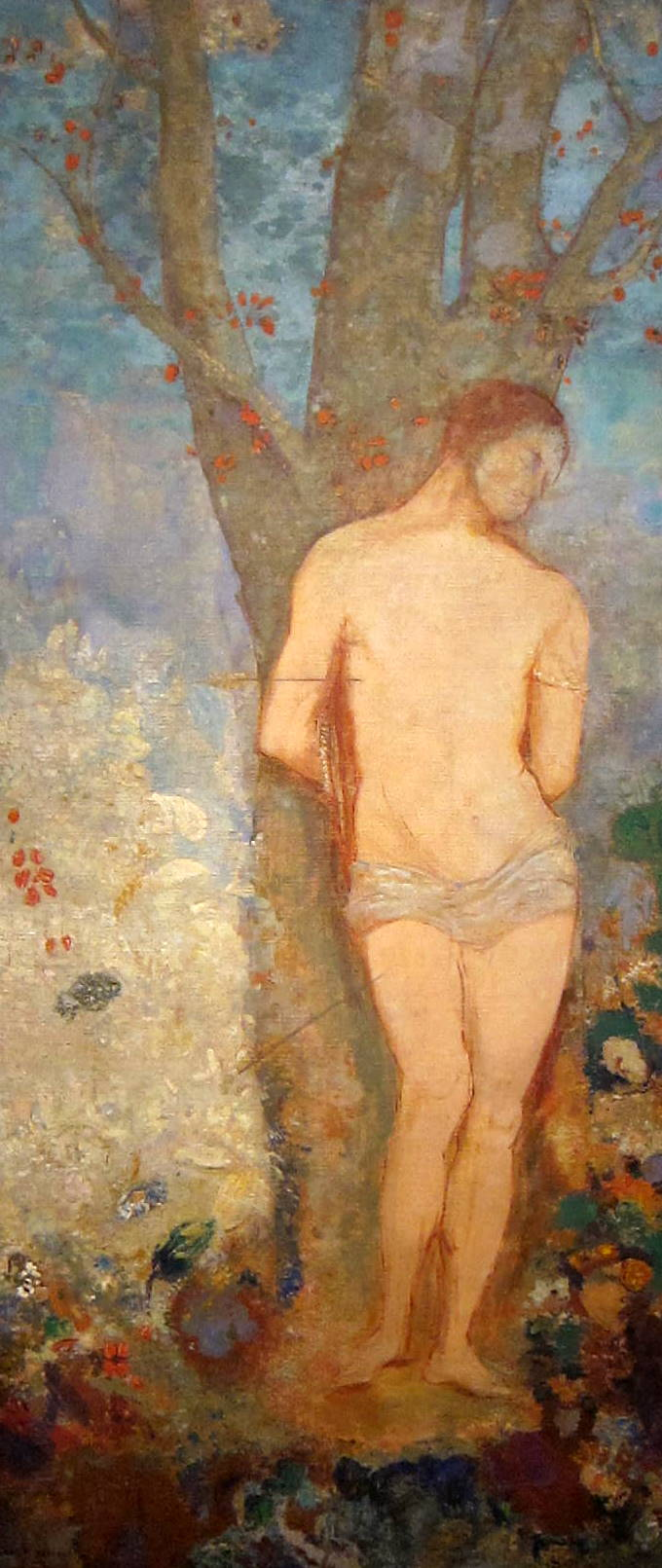
Saint Sébastien (1910-1912), Washington, National Gallery of Art.
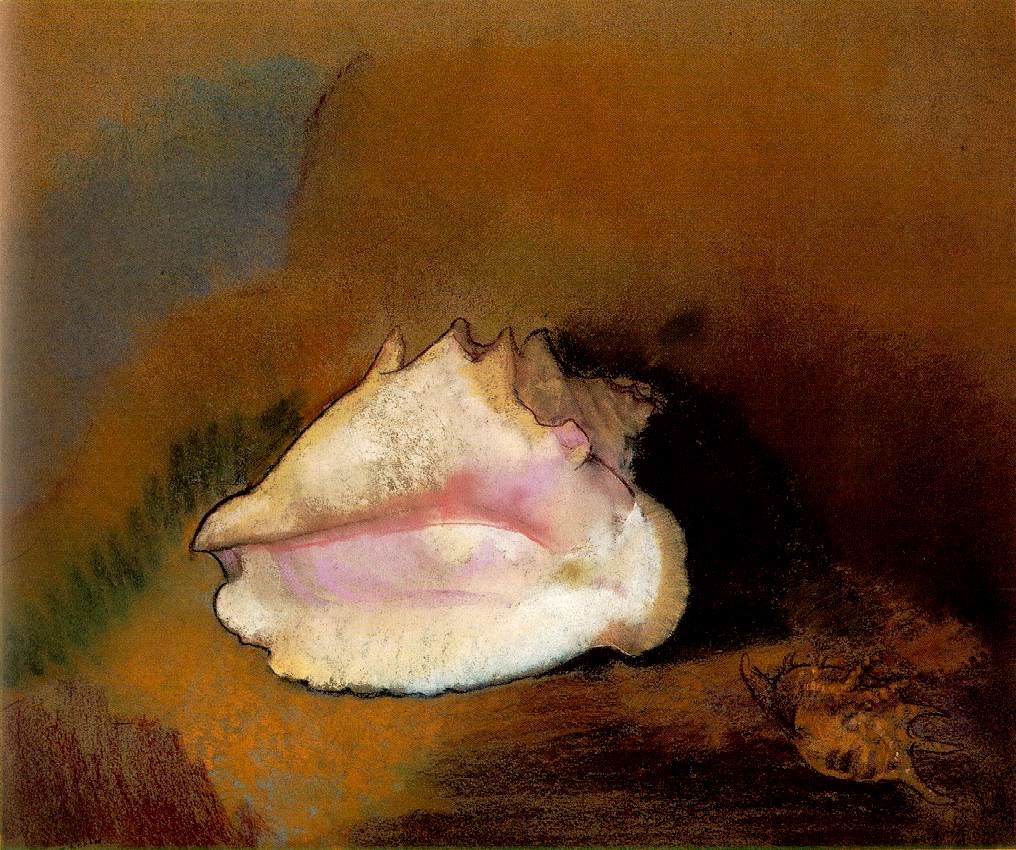
La Coquille (1912), pastel, Paris, musée d'Orsay.

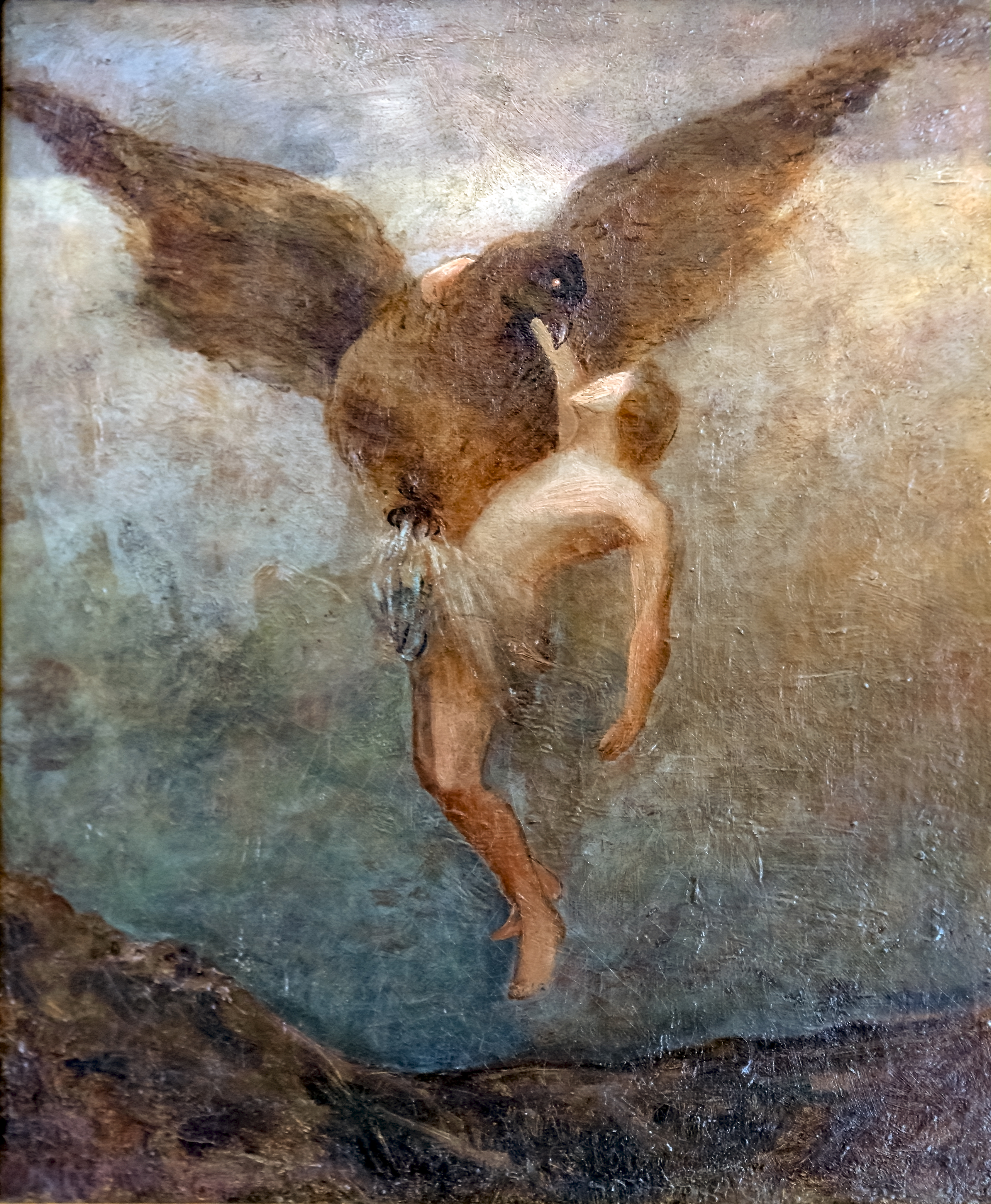
L'Enlèvement de Ganymède- Fondation Bemberg Toulouse.
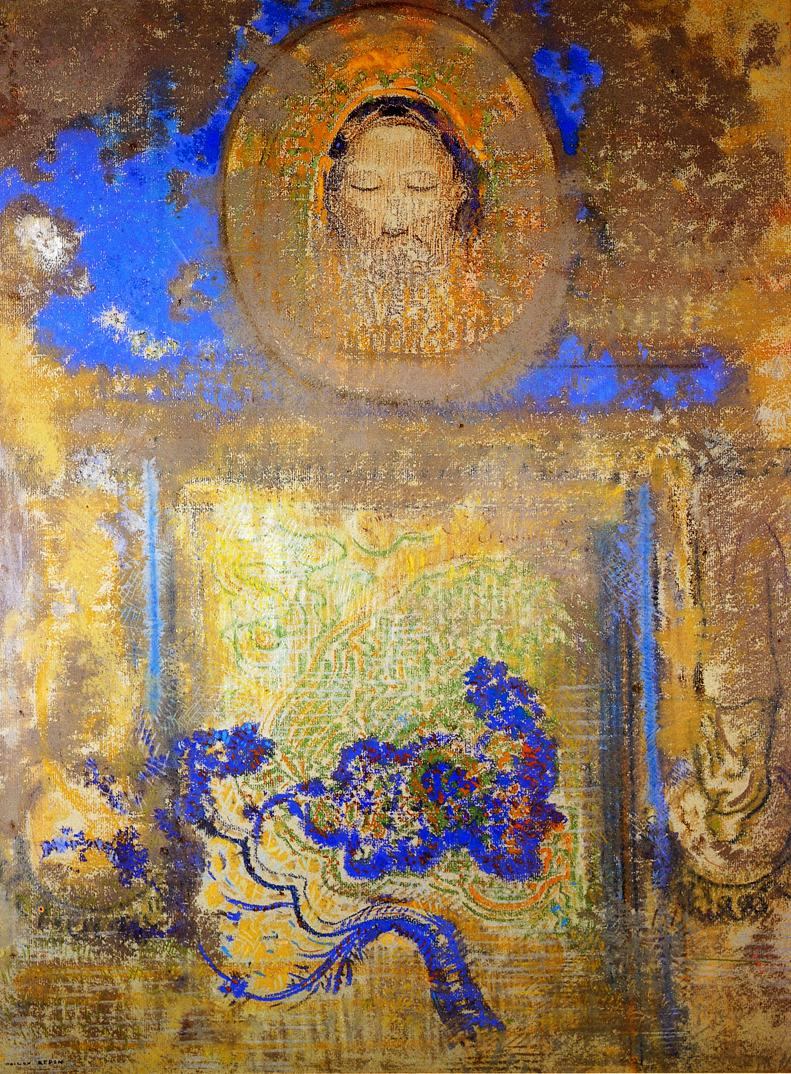
Évocation, collection particulière.
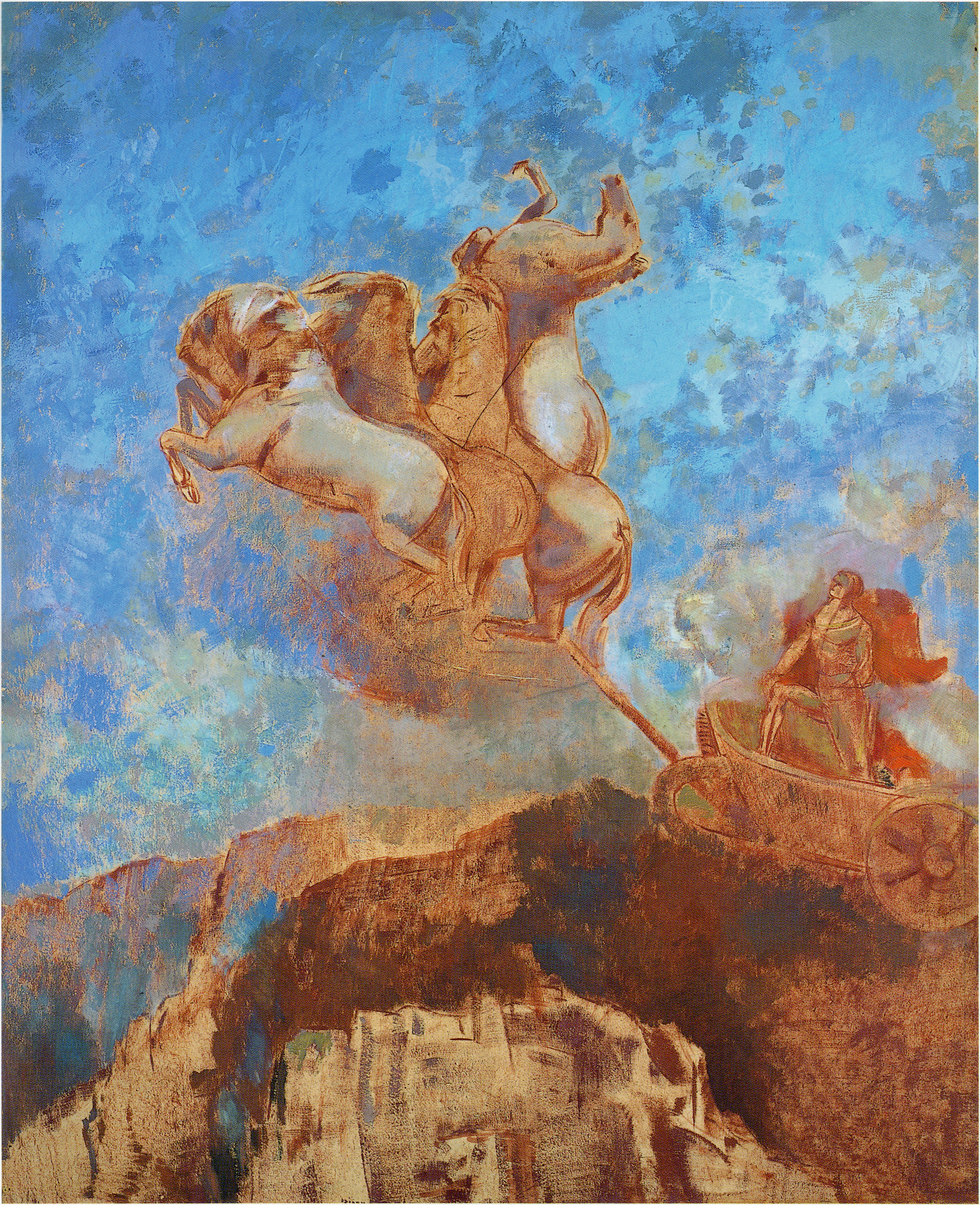
Le Char d'Apollon (1904-1914), série de plusieurs tableaux conservés dans différents musées. Ici, version de 1909, musée des Beaux-Arts de Bordeaux.

## Un duo de femmes

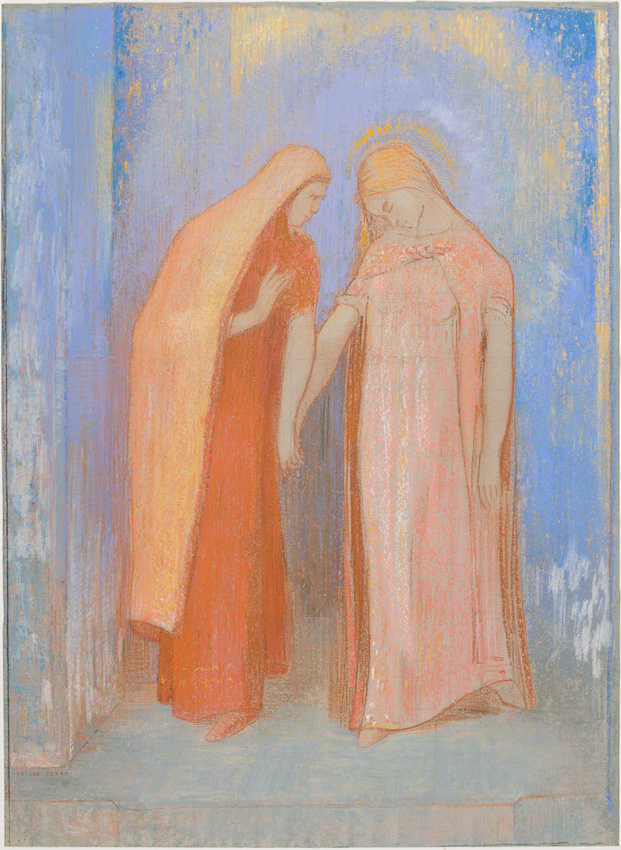
La Visitation, vers 1895, Paris, musée d'Orsay.

Peintre symboliste de la fin XIXe siècle, Odilon Redon a d'abord créé un univers étrange, marqué par les sujets d'imagination monochromes appelés ses « Noirs ». Dessinateur, peintre, lithographe, décorateur et musicien, poète et écrivain, il cherche à substituer le rêve à la réalité, en composant une iconographie à la limite du fantastique. Il est reconnu comme maître de la couleur : « j'ai épousé la couleur », a-t-il écrit (Odilon Redon, Confidence d'artiste : janvier 1913).

La Visitation du musée d'Orsay appartient à cette période. Elle représente un duo de femmes, sujet assez fréquent dans l'œuvre de Redon. Deux profils aux yeux clos, les cheveux de la plus âgée cachés par un voile. D'autre pastels de même composition intitulés Entretien mystique ou Conversation mystique forment avec la Visitation une série construite autour du thème de la rencontre et du dialogue.
Sous l'apparence presque banale d'une scène de la vie domestique, Odilon restitue la réalité du mystère, en ménageant plusieurs niveaux de lecture. Sa fabuleuse créativité de pastelliste puise dans toutes les ressources de la couleur. Le rose de la robe de Marie dialogue avec l'orange cuit qui drape Élisabeth, assourdi par la teinte plus douce de son voile, associant les couleurs dans une harmonie intense et subtile sur fond bleu. Elles expriment, la suprématie du coloris dans l'œuvre de Redon. Les mains entrelacées traduisent le destin commun de ces deux femmes visitées par l'Esprit Saint pour le salut de l'humanité.

## Publications
- « Autobiographie », dans Van onzen Tijd, De Katholieke Illustratie, 's-Hertogenbosch, 1909.
- À soi-même, autobiographie, introduction de Jacques Morland, Paris, éditions Henri Floury, 1922 ; réédition chez José Corti, [1961-1989].
- Lettres d'Odilon Redon, 1878-1916, publiées par sa famille, préface de Marius-Ary Leblond, Paris et Bruxelles, G. Van Oest, 1923.
- Lettres inédites d'Odilon Redon à Bonger, Jourdain, Viñes…, établie et présentée par Suzy Lévy, Paris, José Corti, 1987.
- Écrits, édition critique établie et présentée par Claire Moran, collection MHRA Critical Texts, Londres, Modern Humanities Research Association, 2005.
- Confidence d'Artiste : Janvier 1913, L'Échoppe, 2011, 32 p. (ISBN 978-2-8406-8231-8).
- Il rêve et autres contes, présentation par Alexandra Strauss, Paris, Libretto, 2016,  (ISBN 978-2-3691-4265-2)  — comprend « Un séjour dans le Pays basque », « Une histoire incompréhensible », « Nuit de fièvre », « Il rêve », « Le Cri », « Perversité », « Le Fakir », « 1870 Décembre » et « Le Récit de Marthe la folle »[48]..

## Filmographie
- Odilon Redon, peintre des rêves, film documentaire de Michaël Gaumnitz, 2011[49].

## Discographie
- Dans son album de 2024, L'Angle, le groupe Détroit lui consacre la chanson Odilon.